# Río Misisipi
El Misisipi o Misisipí es un largo río del centro de Estados Unidos que fluye en dirección sur a través de diez estados —Minesota, Wisconsin, Iowa, Misuri, Illinois, Kentucky, Tennessee, Arkansas, Misisipi y Luisiana— hasta desaguar en el golfo de México (océano Atlántico), cerca de Nueva Orleans. Tiene una longitud de 3734 km, pero si se considera el sistema Misisipi-Misuri alcanza los 6275 km, que lo sitúan como el cuarto más largo del mundo, tras los ríos Amazonas, Nilo y Yangtsé.
Drena una cuenca de 3 238 000 km², la cuarta más extensa del mundo, por detrás de las del Amazonas (6 145 000 km²), Congo (3 700 000 km²) y Nilo (3 255 000 km²).
Durante la época precolombina ya constituía una importante vía de navegación y los amerindios lo llamaban «Meschacebé» que significa «padre de las aguas». Hoy en día, constituye un elemento fundamental de la economía y de la cultura estadounidense.
El 11 de septiembre de 1997 el presidente Bill Clinton designó dos secciones de este río, el Alto y Bajo Misisipí, como uno de los catorce ríos que integran el sistema de ríos del patrimonio estadounidense.

## Geografía
Su nacimiento está situado en el extremo norte del lago Itasca (al norte de Minesota), a 450 m s. n. m. El río alcanza pronto los 210 metros después de las cataratas de San Antonio, cerca de Mineápolis y se le unen los ríos Illinois y Misuri en San Luis (Misuri) y el Ohio en Cairo (Illinois).

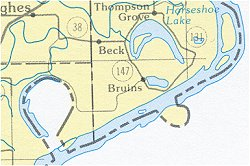
Lago «de herradura» (oxbow) formado de un antiguo meandro del Misisipi.

Se puede dividir el curso del río en dos partes: el Misisipi superior, desde su nacimiento hasta la confluencia con el Ohio, y el Misisipi inferior, desde el Ohio hasta su desembocadura. El río describe numerosos meandros, en particular entre Memphis (Tennessee) y el delta. La gran mayoría pertenecen a la categoría de meandros de llanura aluvial (también llamados meandros libres o divagantes), esto es, que tienen su origen en la propia dinámica del curso; se trata de meandros muy móviles que conciernen a sectores húmedos o abandonados como los «bayous» del Sur. En varios lugares, ciertos meandros se recortaron y dejaron brazos muertos denominados oxbow o «lagos en forma de herradura».
La parte inferior es compleja: bayous, lagos, bifurcaciones, afluentes...

### Cuenca hidrográfica

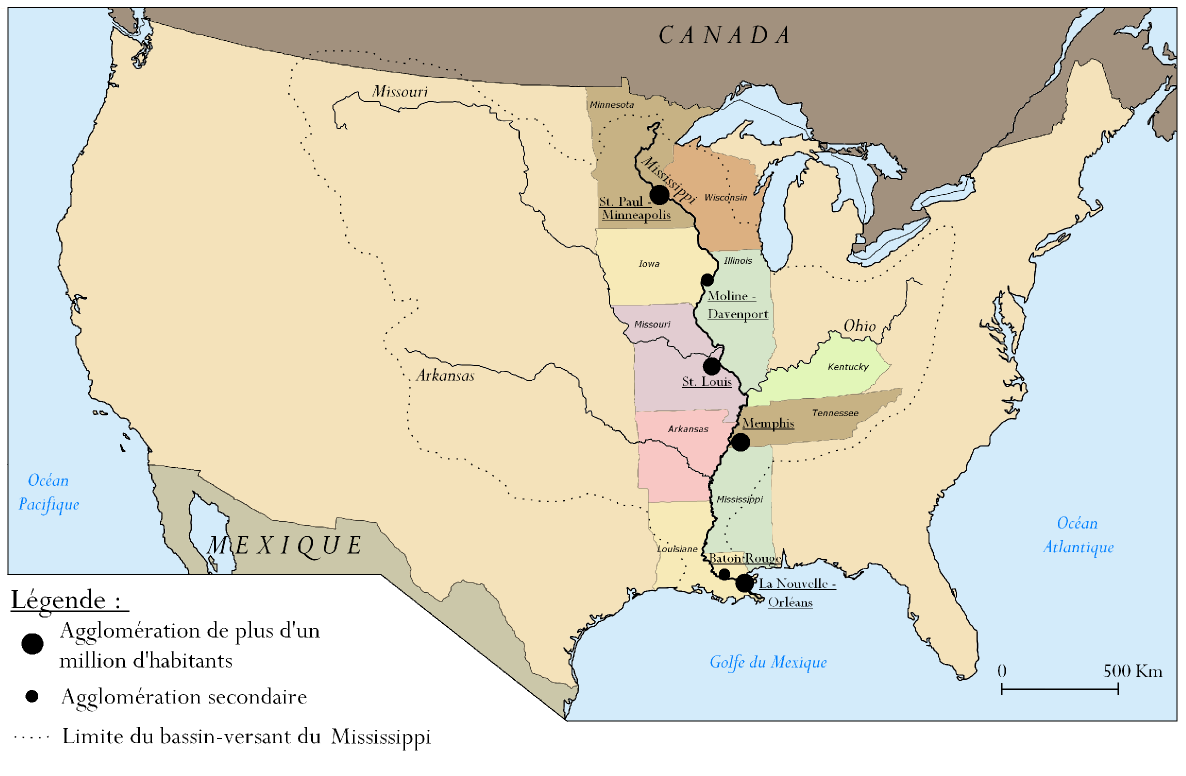
El Misisipi y los diez estados que atraviesa o de los que es frontera.

Su cuenca hidrográfica es la más grande de Norteamérica y la cuarta del mundo, tras las del Amazonas, Congo y Nilo. Su superficie total es de 3 238 000 km², es decir un tercio del territorio de los Estados Unidos. La cuenca del Misisipi drena agua de 31 estados y es la fuente del 23 % del abastecimiento de aguas superficiales públicas de los Estados Unidos. Está dividida en seis subcuencas, que corresponden a los cursos inferior y superior, así como a los principales afluentes: el Misuri (4370 km), el Arkansas, el Ohio, etc. Finalmente, la planicie inundable del sistema fluvial mide cerca de 90 000 km². Más de 72 millones de personas viven en su cuenca, es decir, uno de cada cuatro ciudadanos de los Estados Unidos.
Drena la mayor parte de la zona comprendida entre las Montañas Rocosas y los Apalaches, salvo la zona próxima a los Grandes Lagos. Atraviesa o bordea diez estados (Minesota, Wisconsin, Iowa, Illinois, Misuri, Kentucky, Arkansas, Tennessee, Misisipi y Luisiana) antes de desembocar en el golfo de México, 160 km río abajo de Nueva Orleans. Una gota de lluvia que caiga en el lago Itasca tarda cerca de 90 días en llegar al golfo de México.

#### Régimen hidrológico y caudal
Es un río con un caudal importante y poderosas crecidas, teniendo en cuenta la naturaleza de la cuenca que baña. Estas últimas pertenecen en efecto a la zona templada y no a la zona intertropical como el Amazonas o el Congo. Estos ríos tienen un caudal muy superior al del Misisipi, por la abundancia de las precipitaciones sobre sus cuencas. Hasta el río Orinoco, que tiene una cuenca casi cuatro veces menor y una longitud de algo más de un tercio que la del Misisipi-Misuri, tiene un caudal promedio de casi el doble que dicho río.
El régimen hidrológico es complejo ya que el río es alimentado por afluentes muy diferentes: el curso superior tiene un régimen pluvionival mientras que el curso inferior atraviesa una región subtropical húmeda. Recibe las aguas del Misuri incrementadas por las del deshielo de las nieves de las Montañas Rocosas en primavera. Su parte inferior es alimentada por lluvias abundantes en verano y al principio del otoño, con riesgos ciclónicos en la parte más meridional.
Por consiguiente, el caudal del Misisipi se caracteriza por grandes variaciones en función del lugar y la temporada; generalmente oscila entre 8000 m³/s y 50 000 m³/s. En la desembocadura el caudal medio es de 18 000 m³/s, que es mucho para un río situado en la zona templada, y ocupa la sexta posición mundial por su caudal. Pero durante el período de crecidas, el caudal puede subir fácilmente a 70 000 m³/s, alcanzando incluso los 300 000 m³/s durante la crecida de 1927. El río Ohio contribuye con más de la mitad del caudal total del Misisipi (8000 m³/s). Mencionar finalmente que su caudal medio interanual, referido a la extensión de su cuenca hidrográfica, es de 5,9 litros por segundo y por km².
| Caudal medio mensual del Misisipi en la estación hidrológica de Vicksburg (Datos calculados entre los años 1928 y 1983, en m³/s) |
| |

#### Transporte de sedimentos
El Misisipi arrastra aluvión compuesto de arenas y gravas que provienen en gran parte de las Montañas Rocosas. Los sedimentos sólidos vertidos en el golfo de México oscilan entre 312 y 450 millones de toneladas al año. Es por causa de estos materiales el que se formen las numerosas islas y su delta. A lo largo de la mayor parte del río la pendiente es media o poco pronunciada, por lo cual los depósitos sedimentarios son relativamente importantes. Este caudal sólido es mixto, compuesto por partículas en suspensión y sedimentos del fondo. En total, en un año, el río transporta 131 millones de toneladas de materias en suspensión en el agua, dos veces menos que el Amazonas.

### Descripción del curso

#### Nacimiento

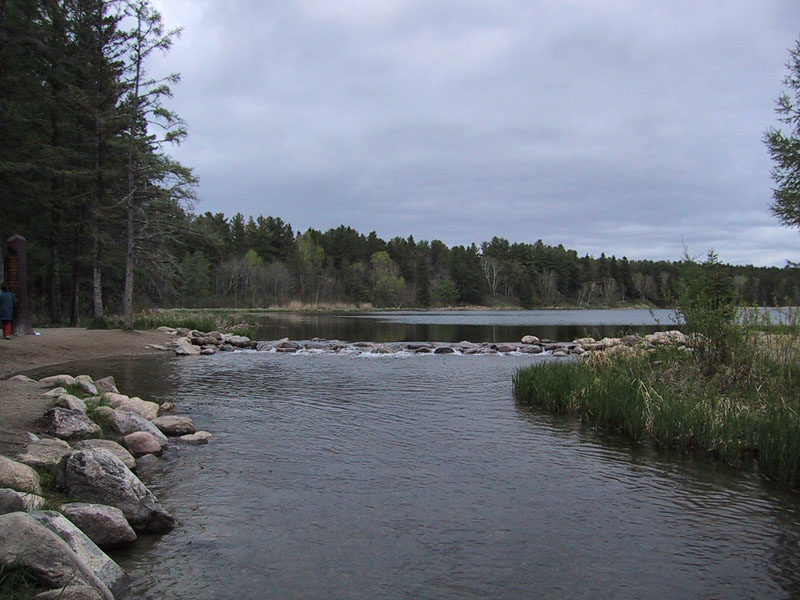
El nacimiento del Misisipi en el lago Itasca.

El sector situado río arriba de Mineápolis, en Minesota, está próximo al nacimiento del río. El río nace en el norte del lago Itasca a unos 450 m s. n. m. de altitud. El clima de esta región es de tipo continental y está influenciado por las masas de aire polar en invierno, lo que conlleva que a menudo esté helado en esa época del año. En su nacimiento es solo un pequeño río de aguas claras; pero a medida que avanza, el río crece, se carga de aluviones y partículas orgánicas y se vuelve pardo rojizo, y pierde progresivamente su carácter natural y salvaje.
Esta primera parte del río desciende el mayor desnivel de su curso. Atraviesa zonas pantanosas, lagos y rápidos poblados de numerosas especies de peces, aves y mamíferos. La vegetación de este sector incluye pinos, alisos, arroz silvestre y colonias de aneas. Entre las ciudades de Aitkin y Brainerd, en Minnesota, el río atraviesa una región de colinas, de relieves morrénicos cubiertos de bosques, de planicies de origen glaciar y de sectores dunares y pantanosos. Antes de la explotación humana, los bosques de coníferas cubrían esta región.

#### Curso superior

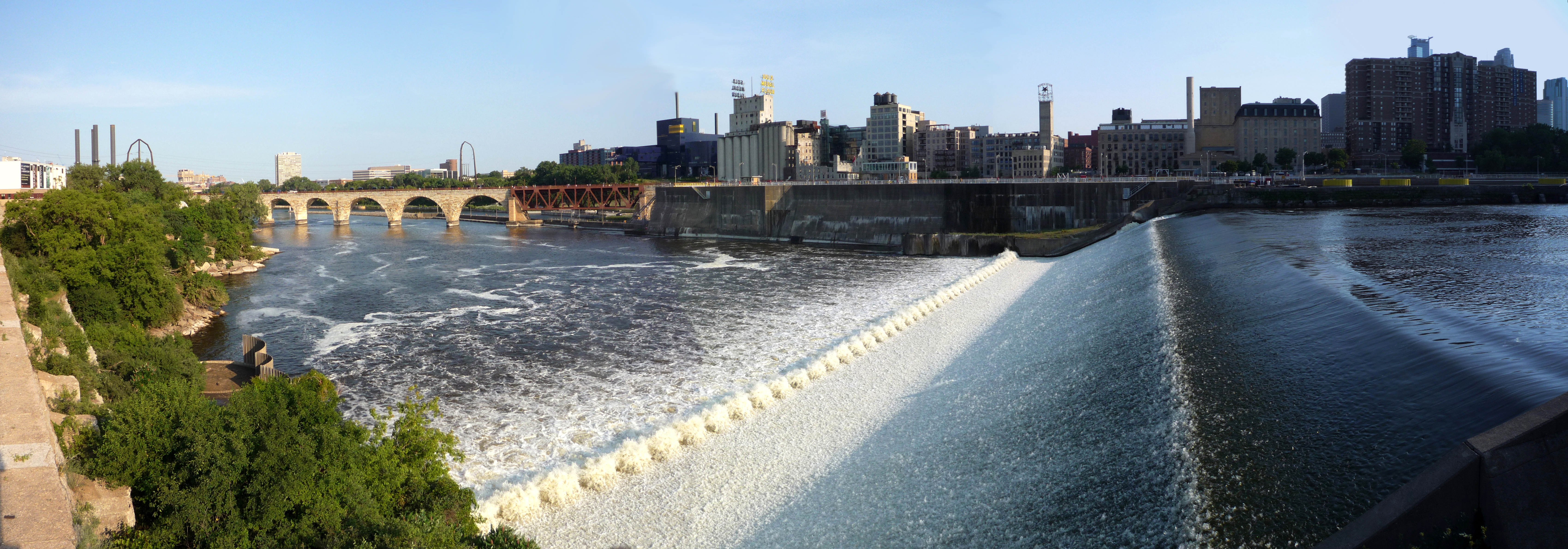
Las cataratas de San Antonio (Saint Anthony Falls)

El curso superior (Upper Mississippi River) va desde las cataratas de San Antonio (en Mineápolis) a la desembocadura del río Ohio, cerca de la ciudad de Cairo en el estado de Illinois. Recorre 1462 km siguiendo una trayectoria en dirección sur-este. El régimen del río es pluvionival con crecidas en primavera y lluvias tempestuosas en verano. El cauce se ensancha considerablemente después de la confluencia del Minesota. El río atraviesa un valle profundo cavado en lechos sedimentarios en una región que no ha sido afectada por los glaciares de Wisconsin. El lago Pepin, que se formó hace cerca de 9500 años, se extiende a lo largo de unos 35 km de longitud con una profundidad media de cinco metros. Tiene la capacidad de retener una parte de los sedimentos y de la polución que proviene de la parte más elevada.
Justo al norte de San Luis, el Misuri se encuentra con el Misisipi proveniente del oeste. Las aguas del Misuri están cargadas de sedimentos y de partículas arrancadas por la erosión. En los años 1950-1960, la construcción de grandes presas en la cuenca hidrográfica del Misuri formó depósitos que retienen los aluviones. Los acondicionamientos humanos afectaron ampliamente al Misisipi superior y a su llanura aluvial.

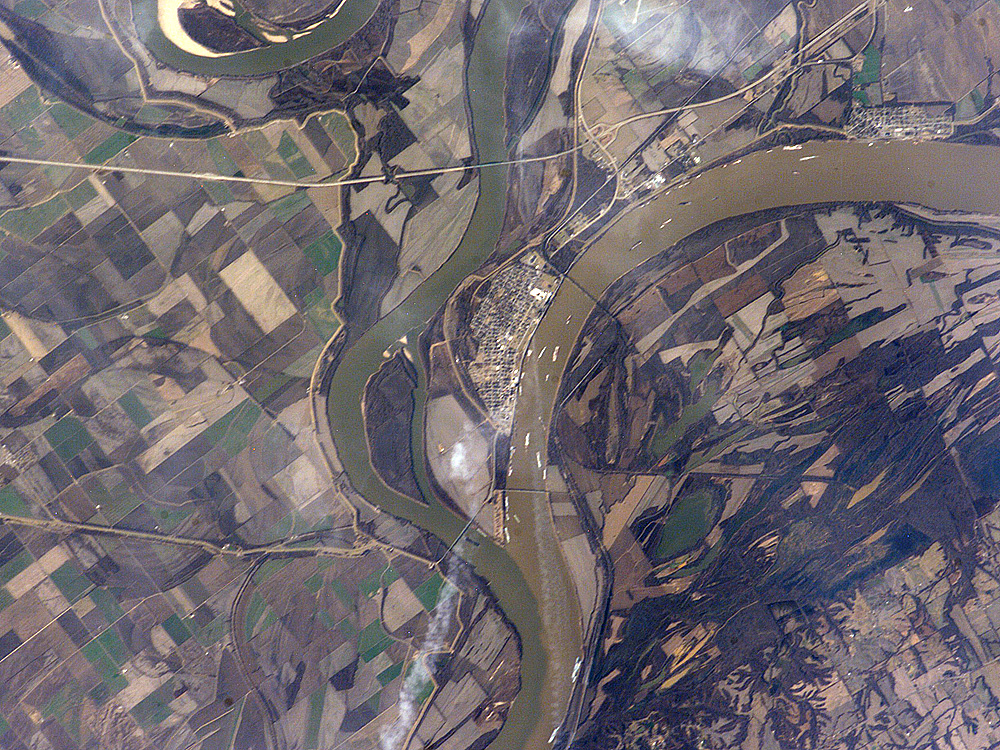
La confluencia del Ohio (a la derecha en la imagen) y el Misisipi.

Así, el río recibió más sedimentos, mientras que el cauce aumentó a causa de la urbanización y drenaje de las marismas. La construcción de diques y la canalización aumentaron la sedimentación del lecho fluvial. La llanura aluvial también ha sido transformada por la construcción de terraplenes con el fin de proteger las instalaciones humanas de las inundaciones. Las tierras agrícolas sustituyen desde hace tiempo las zonas pantanosas y los bosques; estos últimos se encuentran actualmente restringidos a las orillas del río o a las islas y no miden más que unos kilómetros de anchura. Sin embargo, los esfuerzos para calificar porciones de las orillas como reservas naturales protegidas permitieron salvaguardar 800 km² del valle del curso superior del río. Las principales especies de árboles son: el arce plateado, el fresno verde, el olmo americano, el sauce negro, el álamo de Virginia, el arce, el abedul negro, el almez, etc. La vegetación acuática comprende las aneas, las lilas de agua, las elodeas, vallisneria americana, etc. La salicaria común es una planta de origen europeo, introducida a principios de siglo XX a lo largo de sus orillas.

#### Curso inferior

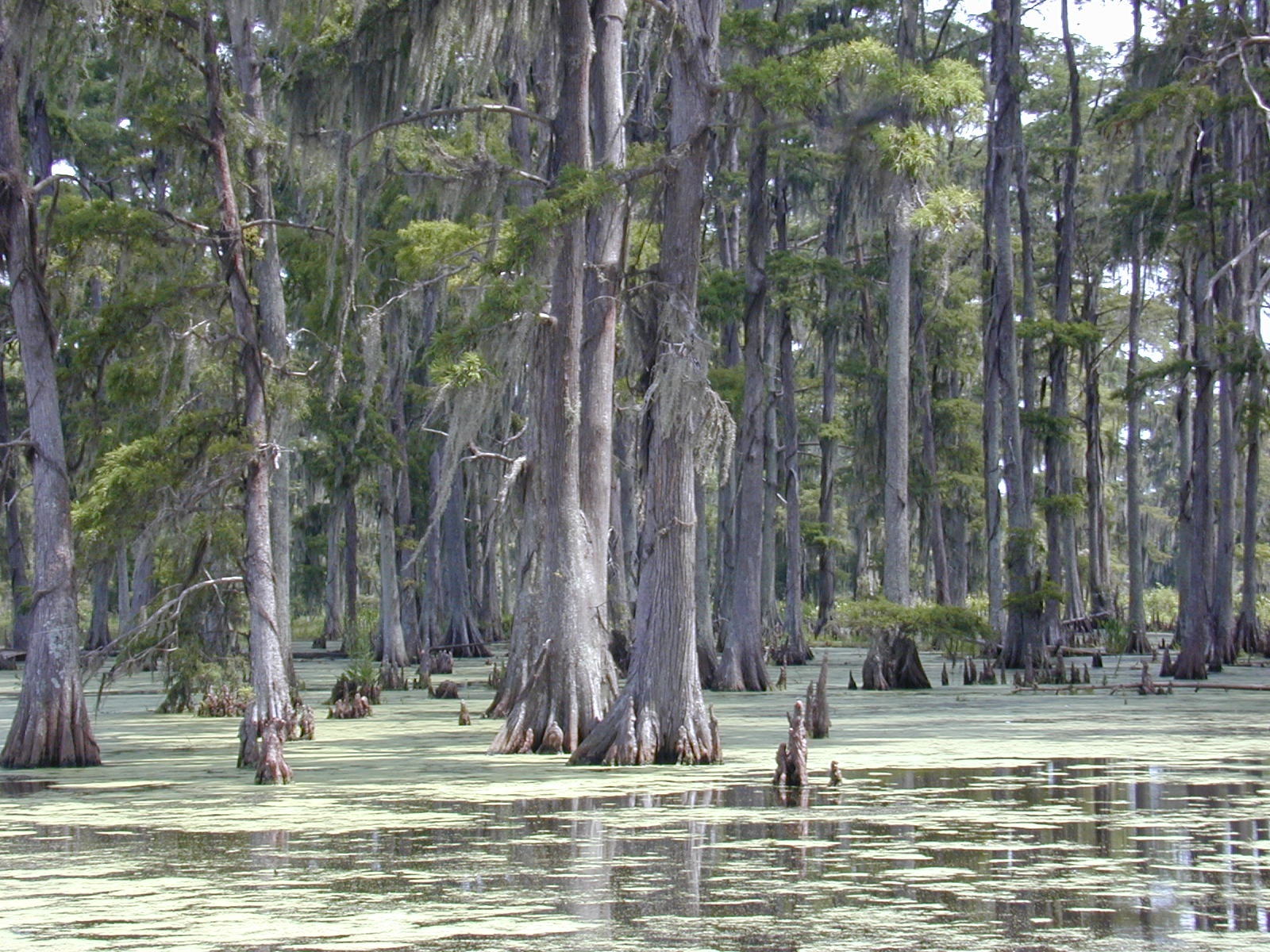
Pantano y bosque de ciprés calvo en el sur de Luisiana.

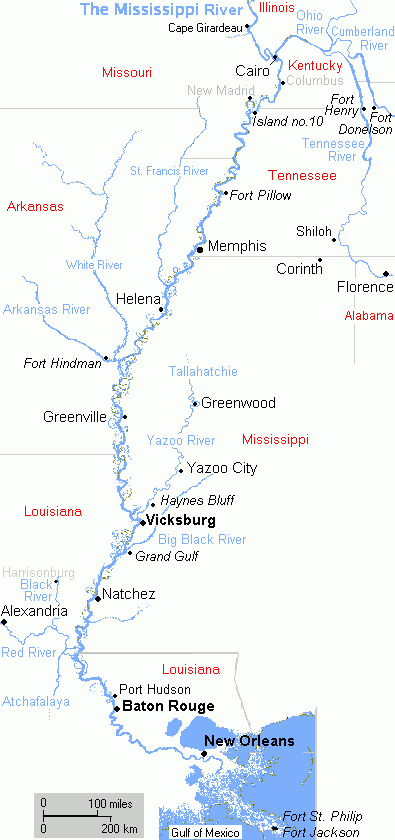
Mapa del curso inferior del Misisipi.

El curso inferior (Lower Mississippi River) discurre al sur de la confluencia con el Misuri. El Misisipi continúa su trayectoria hacia el sudeste y posteriormente hacia el sur después de la confluencia con el Arkansas. La llanura aluvial del Misisipi se caracteriza por numerosos meandros cargados de barro que multiplican por tres la longitud del curso. Se trata de un sector relativamente ancho, de pendiente suave hacia el golfo de México, dominado por terrazas aluviales poco elevadas. Las altitudes son poco considerables, en general unas decenas de metros por encima del nivel medio del mar. Aparte de los sectores desbrozados, subsisten las grandes zonas de pantano y de bosques. También encontramos numerosos lagos de herradura y meandros de gran amplitud. En el sur de Cairo, la llanura aluvial se ensancha y se hace menos profunda a causa de la erosión de los lechos terciarios llamados bluffs. En el bajo Misisipi, numerosos afluentes discurren paralelamente al río a lo largo de una distancia bastante grande, antes de desembocar finalmente en el río. Al sur está sometido a un clima tropical marcado por los ciclones a finales del verano y principios de otoño. La helada invernal evita generalmente esta región. El paisaje se caracteriza por zonas húmedas y pantanosas, a menudo insalubres, en el delta del Misisipi y el bayou: se trata de brazos y meandros abandonados por el río, que forman largas vías de agua estancada y constituyen en total una red navegable de varios millares de kilómetros.

#### Delta

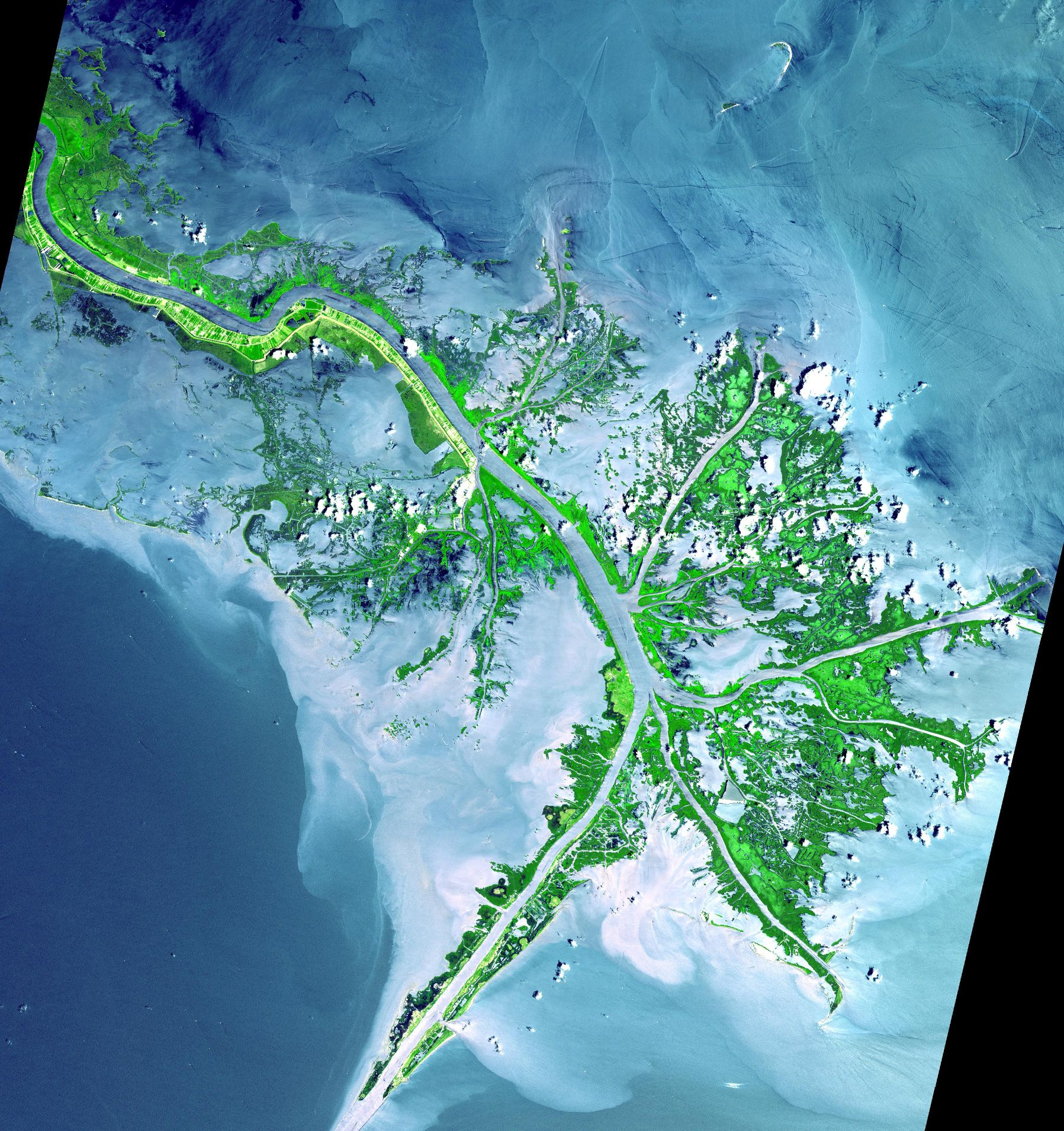
El delta del Misisipi, visto desde el espacio (falsos colores).

Su delta cubre una superficie de 75 000 km² (más de 400 km de anchura —de este a oeste— y 200 km ???de profundidad —del norte al sur—), sobre la que viven unos 2,2 millones de habitantes, la mayoría en la ciudad de Nueva Orleans. Sin embargo, comparado con otros deltas, la densidad de población de la región es relativamente escasa.
La desembocadura se desplazó muchas veces a lo largo de la historia. En 5000 años, el río cambió nueve veces de desembocadura y la actual data solo del siglo X. Cuando se construyó un canal a principios del siglo XIX, el río buscó reunir el lecho y la desembocadura del río Atchafalaya, a 95 km de Nueva Orleans.
El delta avanza aproximadamente 100 m al año, alimentado por los 730 millones de toneladas de aluvión que deposita a razón de 6 dm al año sobre el fondo de su lecho, lo que hace necesario un dragado constante para asegurar la navegación. Estos depósitos forman un inmenso abanico aluvial que gana terreno sobre las aguas del golfo de México debido a la poca profundidad de las aguas y de la escasa amplitud de las mareas. El cieno y el barro impiden al río la posibilidad de serpentear.
Su planicie deltaica incluye las marismas costeras de Luisiana y cubre 28 568 km². Se caracteriza por una red compleja de brazos y de levantamientos naturales en disposición radial río bajo de Baton Rouge.

### Comunidades a lo largo del río
El río Misisipi es una importante vía fluvial en la que históricamente se han concentrado muchos e importantes asentamientos estadounidenses, como Memphis (TN) (646 889 hab.), Mineápolis (MN) (382 578 hab.), Nueva Orleans (LA) (343 829 hab.), San Luis (MO) (319 294 hab.), Saint Paul (MN) (285 068 hab.) y Baton Rouge (LA) (229 553 hab.). 
Las principales áreas metropolitanas en sus inmediaciones son las siguientes:
| Área metropolitana                           | Población |
| -------------------------------------------- | --------- |
| Minneapolis-Saint Paul                       | 3 615 901 |
| Gran San Luis                                | 2 900 605 |
| Área metropolitana de Memphis                | 1 316 100 |
| Área metropolitana de Nueva Orleans          | 1 214 932 |
| Área metropolitana de Baton Rouge            | 802 484   |
| Quad Cities                                  | 382 630   |
| Área metropolitana de St. Cloud              | 189 148   |
| Área metropolitana de La Crosse              | 133 365   |
| Área metropolitana de Cape Girardeau-Jackson | 96 275    |
| Dubuque, Iowa                                | 93 653    |

Muchas de las comunidades a lo largo del río Misisipi se enumeran a continuación; la mayoría tienen un significado histórico o tradición cultural que la relaciona con el río. Están secuenciados desde el nacimiento del río hasta su final y los habitantes corresponden todos al censo de 2010 (con un asterisco las de otra fecha). Se resaltan en negrilla las localidades de más de 20 000 habitantes.

## Medio natural

### Flora y fauna
El río Misisipi y su llanura aluvial albergan una fauna y flora muy ricas que componen el mayor sistema continuo de marismas del continente norteamericano. Las al menos 260 especies de peces que viven el río, constituyen la cuarta parte de todas las existentes en América del Norte. El río sirve de paso para la migración de numerosas aves: el 60 % de las aves de Norteamérica (326 especies) utilizan la cuenca del Misisipi en sus migraciones. En el curso inferior podemos contar 60 especies diferentes de mejillones. El curso superior abriga a más de 50 especies de mamíferos y 145 especies de anfibios y reptiles (incluido el conocido aligátor, cuya especie prospera de nuevo después de estar amenazada de extinción a mediados del siglo XX). En todo el valle del Misisipi encontramos mamíferos como el castor, el mapache boreal, la nutria de río, el visón americano, el zorro rojo, la rata almizclera o la mofeta rayada. Otros animales son comunes en América del Norte: el coyote, el ciervo de Virginia, la ardilla gris, la ardilla rayada, la ardilla voladora del sur o el lince.

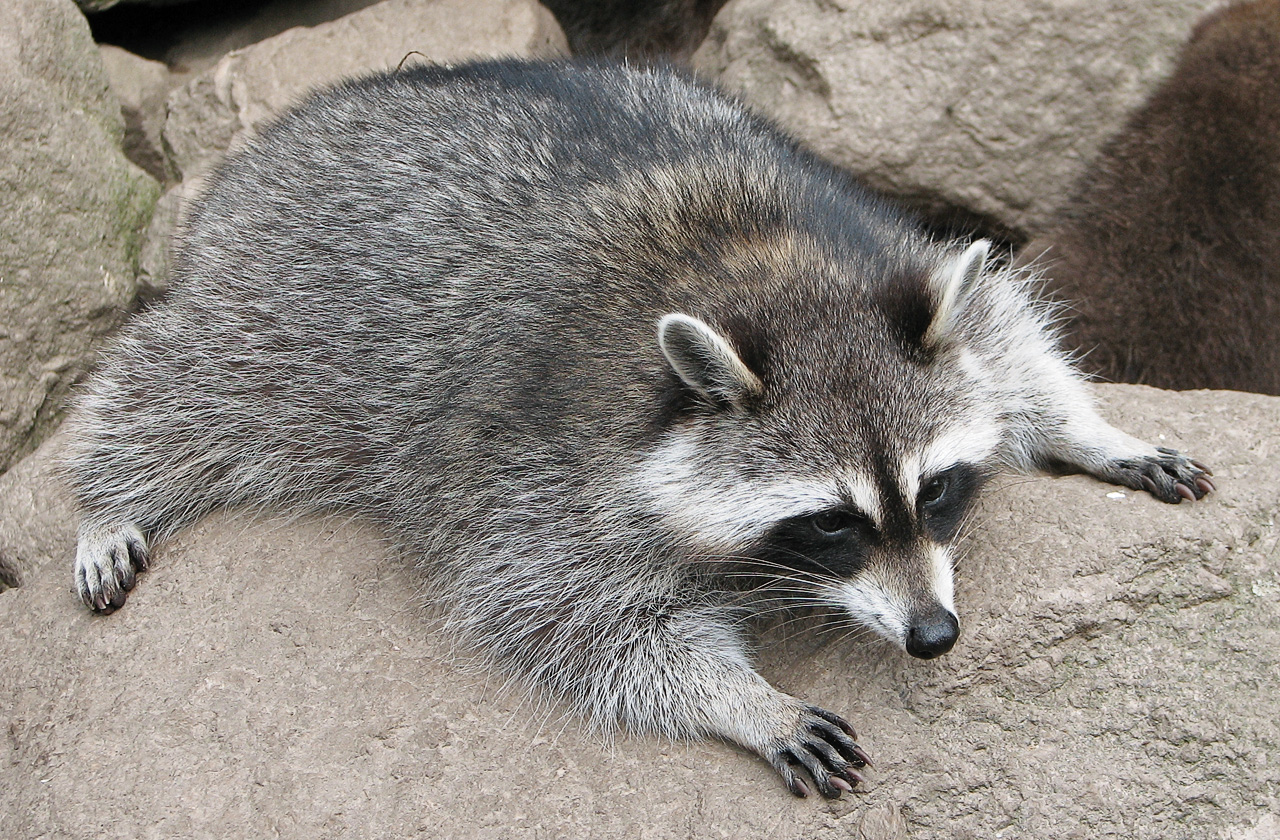
mapache boreal
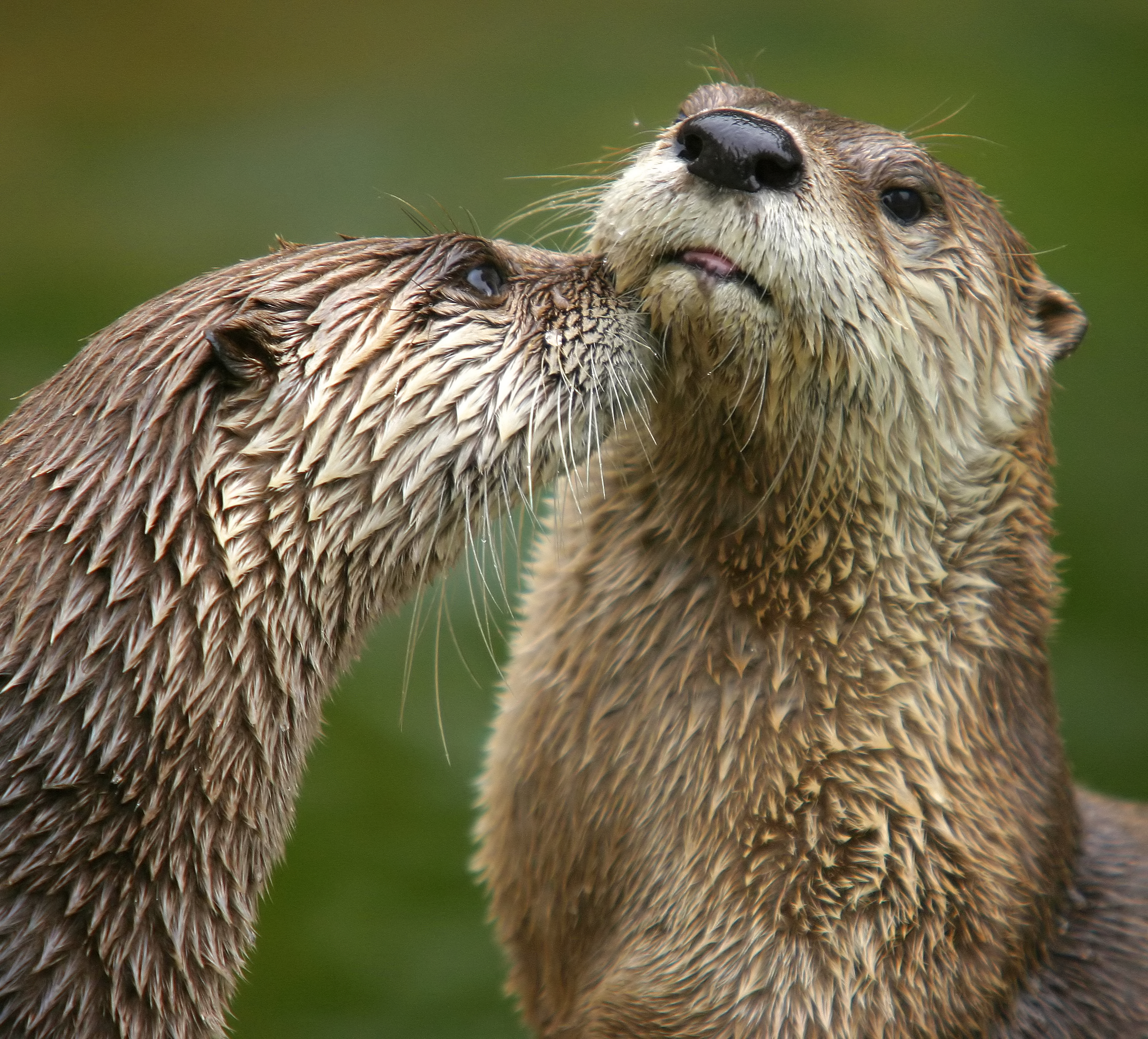
nutria de río
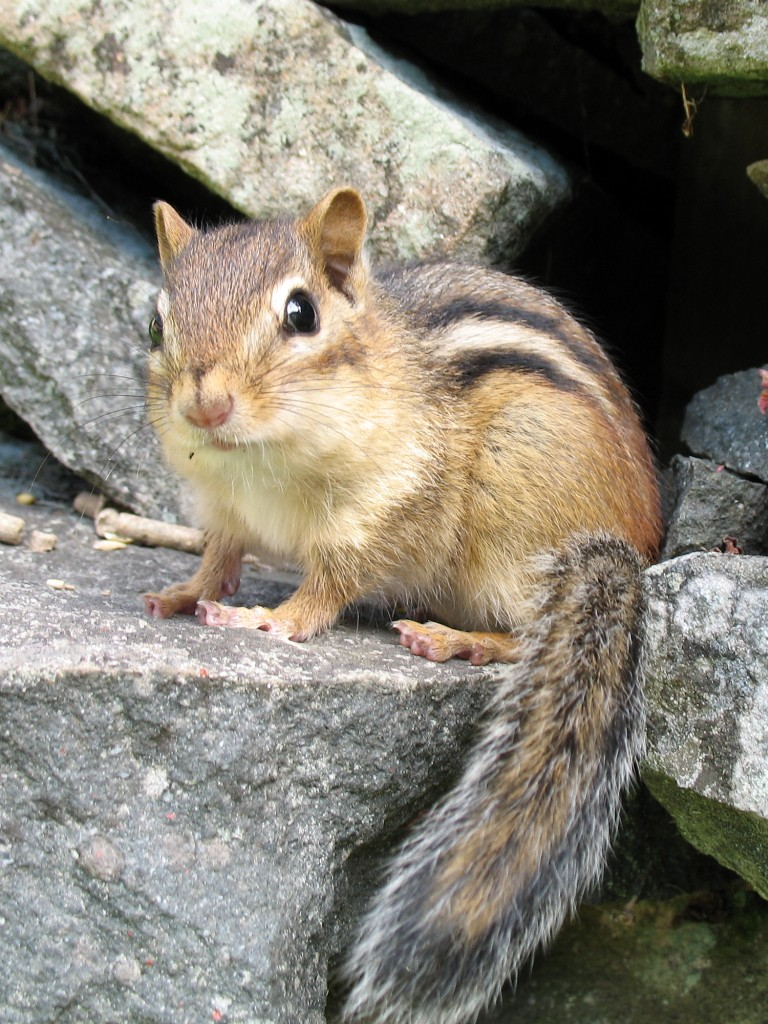
ardilla rayada
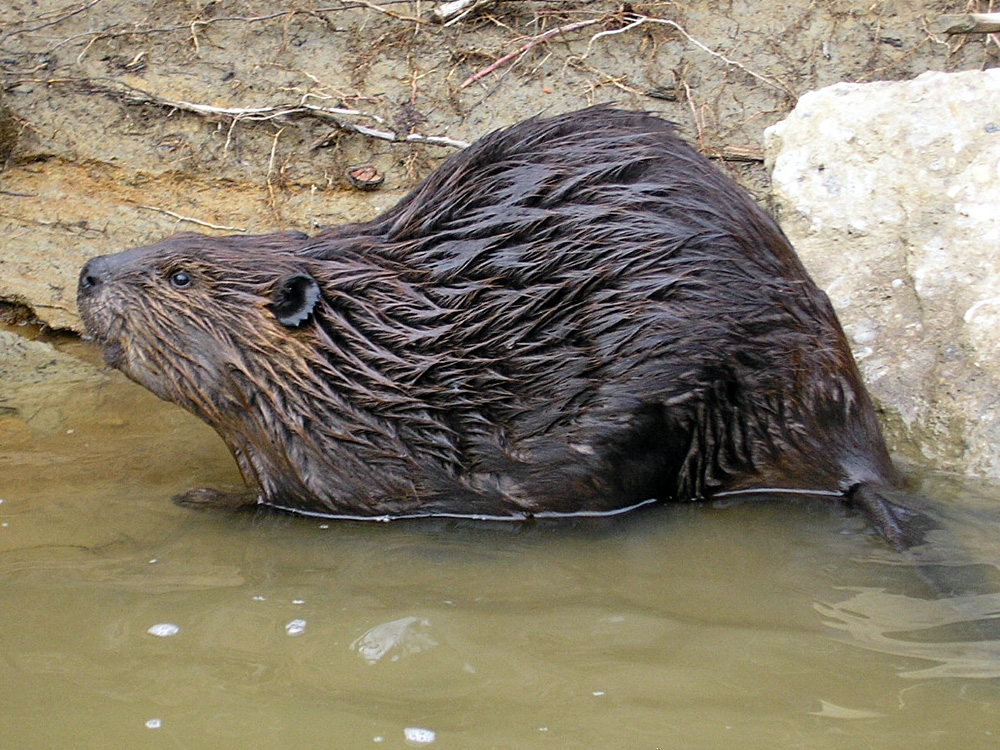
castor

### Preservación del medio natural
Numerosas porciones del río son preservadas gracias a reservas naturales y muchos espacios están todavía poblados con árboles e inundados. El ecosistema del curso superior está protegido por el Upper Mississippi River National Wildlife and Fish Refuge que se extiende desde Wabasha (Minesota) hasta Rock Island (Illinois) con un trayecto de cerca de 500 km. Esta reserva cubre cerca de 80.000 hectáreas situadas en cuatro estados distintos, y se encarga de la protección de medios muy diversos (marismas, zonas húmedas, lagos, bosques de llanura aluvial, playas de arena y vertientes).
Con todo, el medioambiente fluvial ha sido transformado por los seres humanos para adecuarlo a sus necesidades de navegación y de desarrollo económico: una gran parte de la llanura aluvial sufre los excesos de la agricultura intensiva y los afluentes vierten en él cantidades importantes de aluviones, de fertilizantes y de pesticidas. Las aglomeraciones urbanas y los polígonos industriales ribereños suponen también una fuente de polución. Sin embargo, según un estudio llevado a cabo por el Servicio Geológico de Estados Unidos, las emisiones de aguas residuales disminuyeron en el curso superior del río (antes de San Luis) desde la adopción de la Clean Water Act en 1972. La situación es menos satisfactoria en San Luis, donde las concentraciones de coliformes son importantes. Las concentraciones de pesticidas y de herbicidas provienen de la actividad agrícola: éstas aumentan por debajo de la confluencia con el Misuri, al drenar este último la región cerealista de las Grandes Llanuras. El EDTA, utilizado en la industria papelera, la fotográfica o la industria agroalimentaria, está menos presente en el Misisipi que en los grandes ríos de Europa. Los PCB persisten en los sedimentos a pesar de su prohibición. Una parte del nitrógeno y el fósforo presentes en la corriente inferior proviene del Ohio que drena regiones industriales y agrícolas.

## Acondicionamiento del río y sus consecuencias
Los grandes trabajos de acondicionamiento del Misisipi y sus afluentes tienen un objetivo triple: limitar las inundaciones, favorecer la navegación y luchar contra la erosión de los márgenes.

### Lucha contra las inundaciones

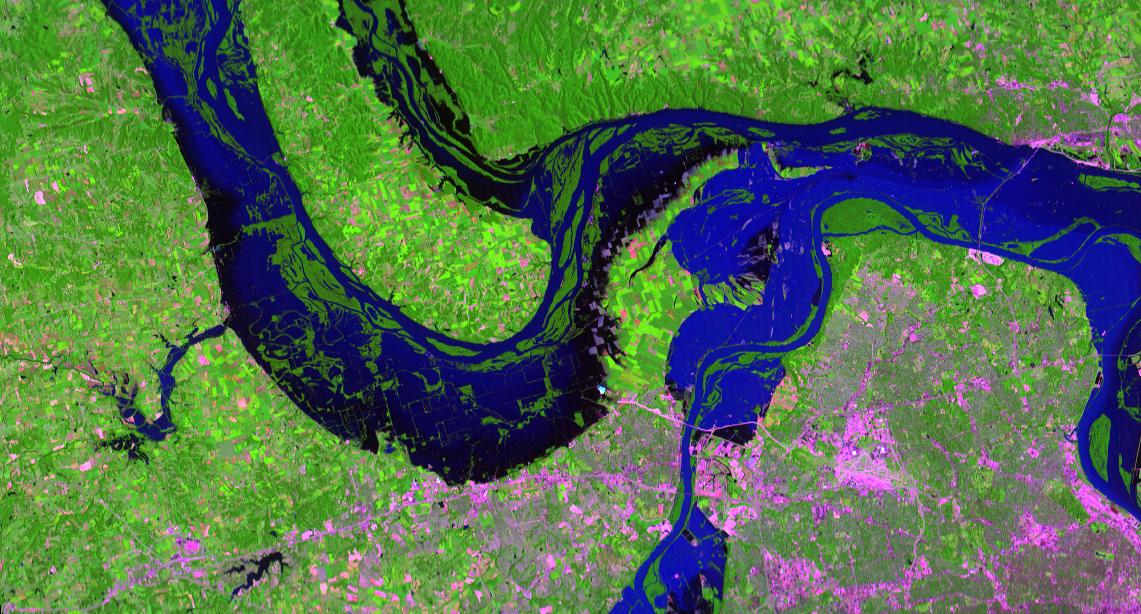
El Misisipi, el Misuri y el río Illinois cerca de San Luis durante las inundaciones de 1993.

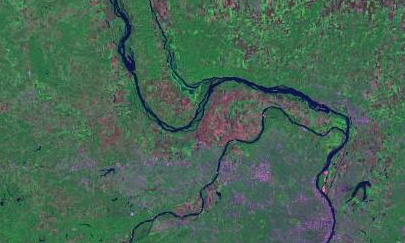
La misma localización en septiembre de 2002, en una imagen del Landsat.

Los proyectos que pretenden reducir los efectos de sus desbordamientos son antiguos y numerosos. A principios del siglo XIX, la idea del encauzamiento del río es preponderante: fundado en 1775, el Cuerpo de Ingenieros del Ejército de los Estados Unidos (United States Army Corps of Enginneers) emprende varios estudios e inicia grandes obras entre 1812 y 1815. Hay que esperar los años 1860 para ver nacer un debate entre los que quieren encauzar su curso (James Buchanan Eads por ejemplo) y los que no (Andrew Humphrey); la primera opción prevalece finalmente. Se emprenden grandes obras entre 1875 y 1880 en la región del delta. Hoy, el Cuerpo de Ingenieros del Ejército de los Estados Unidos mantiene estos diques para conservar el curso habitual del río. Sin embargo, el efecto de los diques se revela ineficaz cuando el nivel del río aumenta.
La crecida de 1927 revela el problema. Se decide entonces transferir parte de las aguas del Misisipi a su afluente el río Atchafalaya (Project Flood). Los trabajos se dirigen también a verter gran cantidad de agua en los lagos del delta. Un sistema de estaciones permite también vigilar el nivel del río y dar la alerta en caso de problemas.
El curso superior ha sido acondicionado con 37 presas y esclusas (la mayoría construidas en los años 1930), con el fin de mantener un canal de tres metros de profundidad para el tráfico fluvial. También se han construido lagos artificiales para utilizarse en la pesca y otras actividades de ocio náutico. Las presas no tienen en cambio la función de regular el curso del río. En período de crecida, están simplemente abiertos y dejan de funcionar. Después de San Luis el curso del río está menos encauzado, aunque a menudo está flanqueado por diques.
Otros cambios se llevaron a cabo en respuesta a temblores de tierra a lo largo de la falla de Nueva Madrid, próxima a Memphis (Tennessee) y San Luis. En 1811 y 1812, seísmos conocidos bajo el nombre de «terremotos de Nueva Madrid», alcanzaron una magnitud 8, y se asegura que por un momento invirtieron la dirección de la corriente del río. Estos cataclismos también crearon el lago Reelfoot, en Tennessee. A excepción de Davenport, la mayoría de las ciudades que bordean el río están protegidas por muelles sobrealzados o diques.

### Importante vía de comunicación de los Estados Unidos
Si fue objeto de colosales trabajos de acondicionamiento, es también porque es una vía de comunicación esencial para el país. El diez por ciento de las mercancías de los Estados Unidos son transportadas sobre su curso. Desde la época precolombina, el Misisipi es un medio fundamental para el transporte de mercancías. Su orientación meridiana hace de él un eje esencial de penetración al continente norteamericano y una vía de acceso a los Grandes Lagos. Situado en su desembocadura, Nueva Orleans se desarrolló gracias a esta estratégica situación. Hoy, cerca de la mitad del sistema fluvial Misuri-Misisipi es navegable. Barcos de 2,7 m de calado pueden utilizar su curso y subir hasta Mineápolis.
A partir de 1878, 29 esclusas son construidas entre Mineápolis y San Luis con el fin de permitir navegación río arriba de los buques hasta Mineápolis. Entre 1929 y 1942, se han suprimido 16 meandros en el curso inferior para acortar el trayecto de los barcos en cerca de 240 km. Las consecuencias de estos trabajos fueron un aumento de la pendiente y de la capacidad de erosión río arriba, y de la sedimentación río abajo.
El conjunto de la red hidrográfica del Misisipi y sus afluentes alcanza los 8000 km de longitud. Un canal de navegación lo une con el lago Míchigan (a la altura de Chicago), comunicando así el Misisipi con los Grandes Lagos. Otro canal, el Illinois Waterway, va desde la desembocadura del río Chicago hasta la confluencia del Illinois y el Misisipi. En el sur comunica Florida y Texas a través de un canal lateral, el Gulf Intracoastal Waterway. Varias autopistas comunican los centros urbanos del Misisipi con las diferentes fachadas marítimas del país.

## Economía
Las principales actividades económicas del valle del Misisipi son la industria, el turismo, la agricultura y la acuicultura.

### Sector primario
El sector primario comprende las actividades ligadas a la pesca fluvial y a la acuicultura (cangrejos de río, suribís, ostras, etc.) en los estados del sur. El puerto de Empire-Venice situado sobre el delta es el primero de la región en volumen y el sexto de los Estados Unidos en valor. En el medio marino, las principales especies capturadas son el cangrejo de mar, el camarón y la alosa, de la que su biotopo depende estrechamente del Misisipi.
La producción de madera para papel o como material de construcción es importante sobre todo en Luisiana, en el estado de Misisipi y en Arkansas. Los bosques del curso superior están más preservados. La caza se realiza desde la antigüedad, y todavía se practica en el valle del Misisipi, especialmente de animales de piel (mapaches, ratas almizcleras, coipos), pero también los aligátores cuya caza ha sido legalizada de nuevo en 1972. Luisiana produjo un total de 32 500 pieles en 2002.
Los productos cultivados en el valle del Misisipi varían con arreglo a la latitud: en el sur, el clima subtropical permite el cultivo del arroz, la caña de azúcar, y el algodón. En ciertos sectores (Arkansas), es necesaria la irrigación. Pero, en general, los condados que rodean el Misisipi se dedican especialmente al cultivo de los cereales, en particular la soja y el maíz. Las cosechas son exportadas fácilmente por vía fluvial. La parte central de la cuenca del Misisipi también es una región ganadera, una actividad que es fuente de polución (nitratos) para el río.
Los recursos minerales y de hidrocarburos se concentran en el sur: Luisiana es uno de los principales productores de petróleo, de gas natural y de sal en los Estados Unidos. Los 23 000 pozos de Plaquemines (delta del Misisipi) produjeron más de 21 millones de barriles de petróleo crudo en 2001. La llanura del Misisipi también proporciona arcilla (Luisiana, Misuri), arena y grava. En las regiones del curso superior, también se explota el mineral de hierro (Minnesota) y yacimientos de carbón bituminoso y antracitas (Illinois).

### Sector secundario y producción de energía

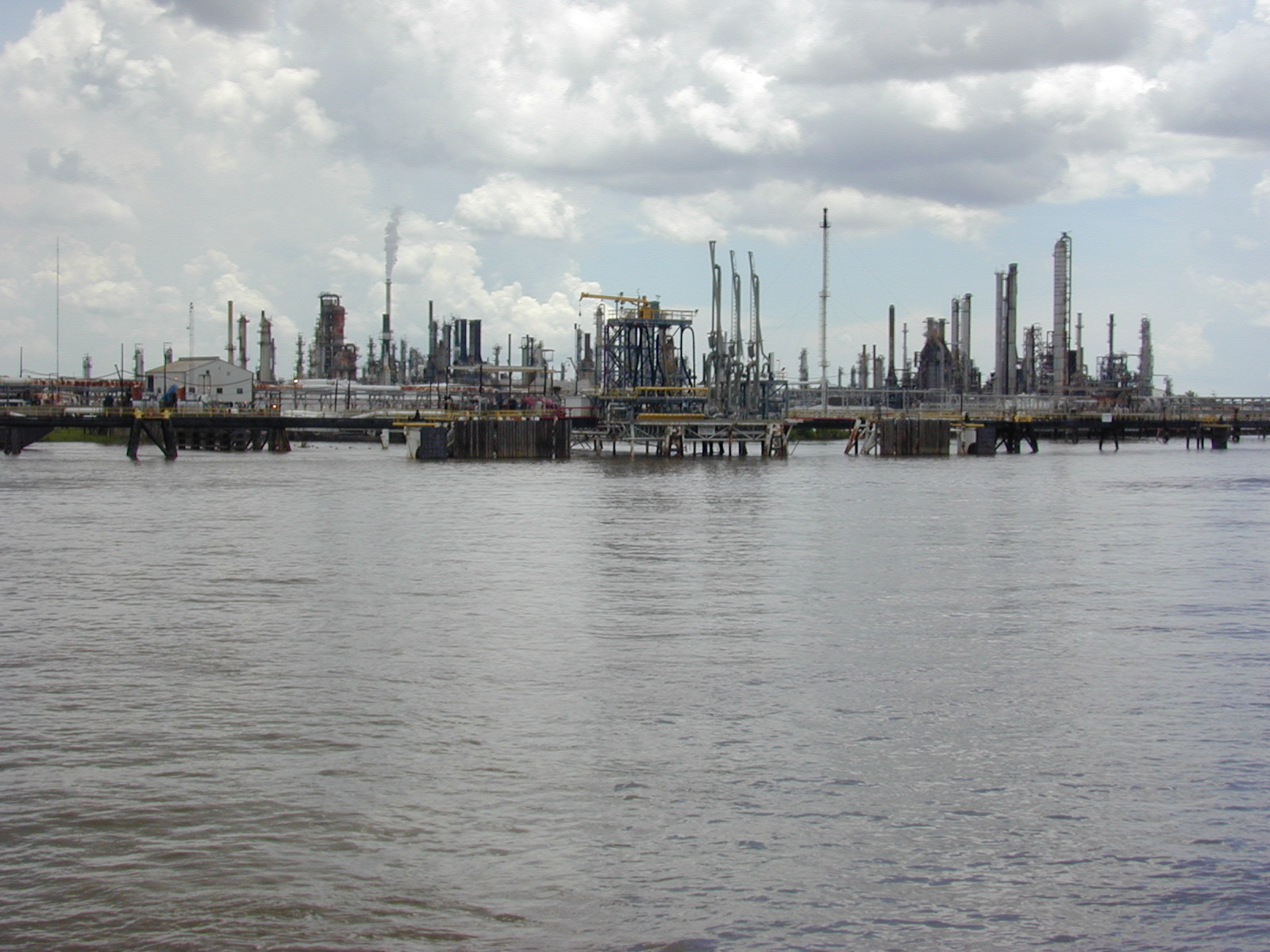
Refinería próxima a Nueva Orleans.

Las centrales eléctricas del valle del Misisipi funcionan mayoritariamente a base de carbón. Las unidades más importantes se encuentran cerca de los grandes centros urbanos. Se sirven de las aguas del río para su enfriamiento. Sobre el curso inferior se encuentran 92 centrales que utilizan combustibles fósiles, 14 la biomasa y tres centrales nucleares. La central hidroeléctrica de Keokuk (Iowa) es la única de este tipo a lo largo de todo su curso: fue construida en 1913 y produce cada año 105 megavatios.
La industria es la principal actividad económica en valor y en número de asalariados. Los principales focos industriales se encuentran en las grandes aglomeraciones. El Misisipi desempeña un papel muy importante en la localización de las industrias: permite el transporte de las materias primas y de los productos acabados o semiacabados. Además, el agua es utilizada en numerosas actividades, tales como la fabricación de papel (Memphis y Baton Rouge) o el refinado. Sobre el curso inferior del río, las industrias principales son la química (la primera industria en valor; ej: plásticos, fertilizantes), la industria agroalimentaria (el primer sector en número de asalariados; ej: productos del mar, productos derivados de la soja, las bebidas), la transformación del petróleo y los transportes (construcción naval en Avondale, Luisiana). 75 instalaciones petroquímicas y refinerías (Shell en Norco (Luisiana) y en St. Rose (Luisiana)) están localizadas en el corredor entre Baton Rouge y Nueva Orleans, generando una polución importante.

### Sector terciario y navegación comercial
El sector terciario está dominado por el turismo, el ocio y la navegación comercial: en 1996, en la esclusa de Dresbach en Wisconsin, el tráfico total era de 13,9 millones de toneladas, entre los que estaban 9,5 millones de toneladas de productos agrícolas (principalmente maíz). Los barcos transportan graneles (cereales, carbón, petróleo) o bienes de consumo transportados en contenedores, máquinas así como productos químicos. El tráfico fluvial no deja de crecer: se pasó de 70 millones de toneladas en 1960 a 500 millones de toneladas en 2000. Este dinamismo es notable en comparación con el tráfico de los demás ríos.

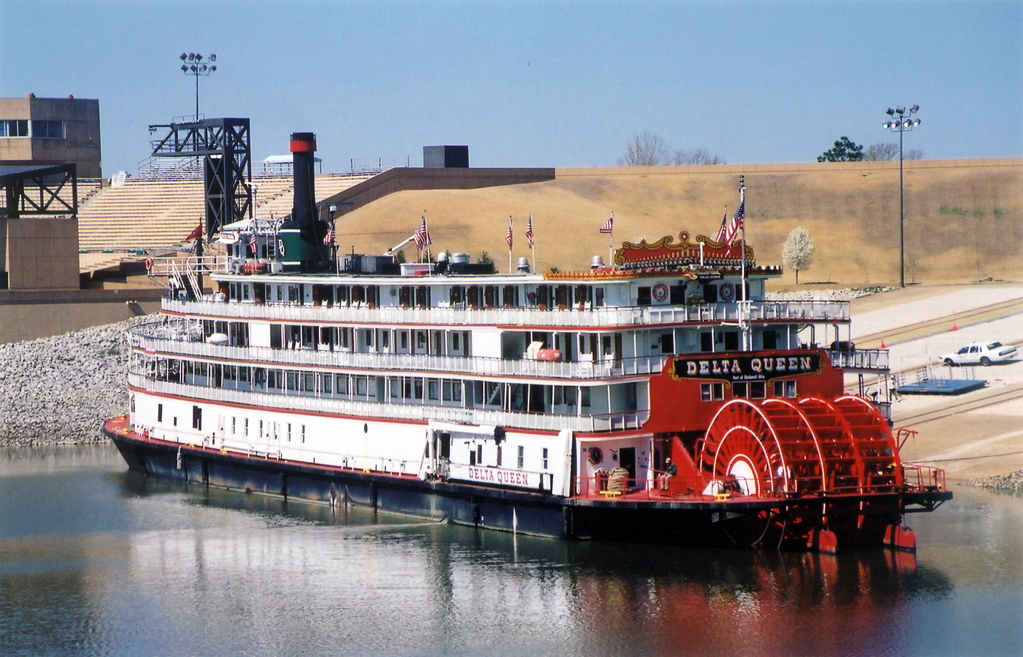
El Delta Queen atracado en Mud Island, Memphis, Tennessee, en mayo de 2003.

Varios puertos fluviales se desarrollaron sobre los lugares de confluencia o en los puntos de rotura de carga entre diferentes modos de transporte. Los más modestos disponen solo de unos muros que actúan de muelles. Los grandes complejos industriales portuarios se encuentran en las ciudades importantes. Las principales terminales fluviales y marítimas se encuentran en Nueva Orleans y Baton Rouge. Estos puertos exportan principalmente cereales. Las tierras adentro del Misisipi representan 23 000 km de red navegable que comunican 800 empresas. 100 000 gabarras pasan por el puerto de Nueva Orleans cada año. Ciertos convoyes de gabarras pueden alcanzar las 15 000 toneladas. El 60 % de los cereales exportado por los Estados Unidos son transportados a través de su curso hacia los puertos de Nueva Orleans y de Luisiana del Sur: el tráfico total de estos dos puertos es respectivamente de 49 y de 98 millones de toneladas en 2000.
Los numerosos parques estatales y reservas naturales del valle del Misisipi atraen a turistas y a ciudadanos de la región. La diversidad del patrimonio histórico (lugares prehistóricos, fuertes, barcos, plantaciones, ciudades con barrios históricos como Nueva Orleans, atraen a numerosos visitantes y estimulan la economía de la región. El patrimonio cultural constituye una de las riquezas de su valle: tradiciones amerindias, la gastronomía de Luisiana, la herencia musical en Memphis (blues), etc. El recorrido turístico llamado «The Great River Road» transcurre a lo largo del río mostrando la cultura local y ofreciendo múltiples opciones de recreo. Es también posible recorrer el río en barco, por ejemplo sobre el famoso Delta Queen (que está catalogado como Lugar Nacional de Interés Histórico). Las orillas también cuentan con varios casinos que ingresan cada año varios cientos de millones de dólares y proporcionan millares de empleos.

## Historia

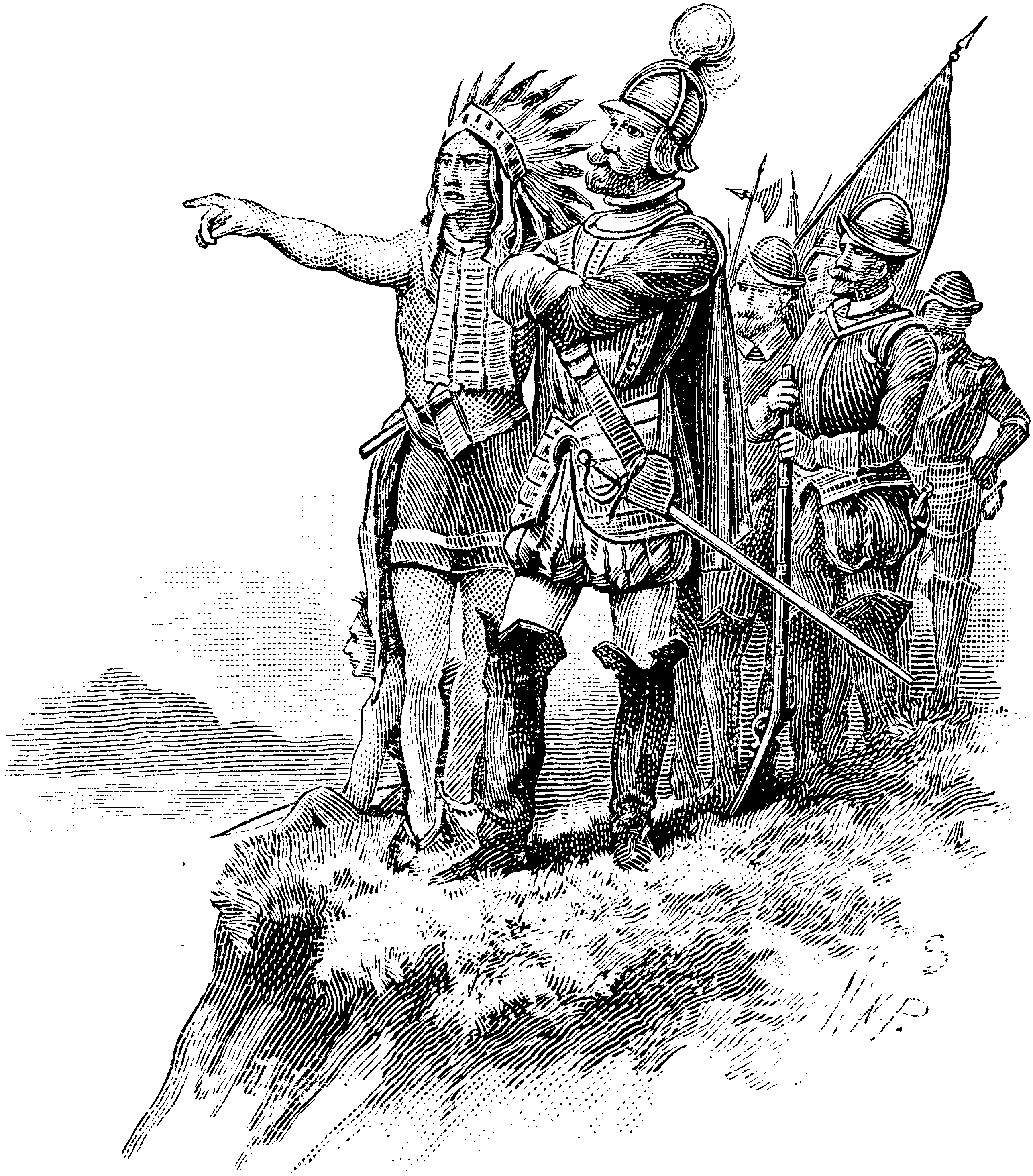
Hernando de Soto descubre el Misisipi.

### Historia precolombina
Los primeros rastros de ocupación amerindia son antiguos: los arqueólogos encontraron vestigios de pobladores indígenas en el delta que datan por lo menos de 11 000 años. La civilización misisipiense, asimilada a la cultura de los mound builders, era conocida por sus grandes construcciones de túmulos en tierra (yacimientos arqueológicos de Poverty Point o Jaketown Site), que los natchez todavía utilizaban en el momento de la colonización francesa de Luisiana (Nueva Francia). Pero la mayor ciudad era Cahokia que contaba en el siglo XII con una población entre 15 y 30 mil habitantes. El Misisipi servía como vía de comunicación desde antes de la llegada de los europeos: los amerindios lo recorrían a bordo de canoas de corteza; también transportaban troncos flotando en el río. En Cahokia hacían intercambios por cobre, nácar, carne de bisonte y de uapití. El río y sus afluentes proporcionaban también pesca.
Cuando los franceses exploraron el Misisipi, encontraron varios pueblos amerindios: los siux en el norte, quapaws en la desembocadura del Arkansas, tamarois en la confluencia con el Misuri, choctaws en el Misisipi inferior o bayagoulas en el delta.

### Exploración y colonización europeas
El 8 de mayo de 1541, Hernando de Soto, adelantado, explorador y conquistador español. Fue el primer europeo en alcanzar el Misisipi, que bautizó como Gran Río del Espíritu Santo. A partir de los años 1660, Francia decide la intrusión en los territorios españoles del golfo de México, llegado así hasta lo que es el actual Canadá. Los objetivos eran encontrar un paso hacia China (Paso del Noroeste), explotar las riquezas naturales de los territorios conquistados (pieles, minerales) y evangelizar las poblaciones autóctonas.
El 17 de mayo de 1673, los franceses Louis Jolliet y Jacques Marquette inician la exploración del río, que conocían bajo el nombre siux Ne Tongo («el gran río») y al que ellos llamaron «río Colbert». Alcanzaron la desembocadura del Arkansas y volvieron a remontar el río tras comprobar que discurría hacia el golfo de México y no hacia el «mar de California» (océano Pacífico). Unos años más tarde, en 1682, Cavelier de La Salle y Henri de Tonti descienden también el Misisipi hasta su delta. Construyen el Fort Prud'homme que se convertirá más tarde en la ciudad de Memphis. En abril de 1682, la expedición llega a su desembocadura; Cavelier de La Salle hace levantar una cruz y una columna que lleva las armas del rey de Francia: la soberanía francesa se extiende desde ese momento a la totalidad del valle del Misisipi, llamado «Louisiane» (Luisiana) en honor del rey Luis XIV. La expedición utiliza el mismo camino hacia Canadá y La Salle regresa a Versalles. Allí, este último convence al ministro de la marina para que le conceda el mando de la Luisiana. Le hace creer que esta está próxima a Nueva España dibujando un plano sobre el cual el Misisipi aparece mucho más al oeste que su curso real. Pone en marcha una nueva expedición, pero esta se dirige al desastre: Cavelier de La Salle no consigue volver a encontrar su delta y es asesinado en 1687.
En 1698, Pierre Le Moyne d'Iberville explora a su vez su desembocadura. Veinte años más tarde, su hermano Jean-Baptiste manda una nueva expedición a la Luisiana. Este funda la ciudad de Nueva Orleans, bautizada así en homenaje al regente, el duque de Orléans, así como un fuerte cerca de la actual Baton Rouge. A principios del siglo XVIII, John Law crea la Compañía de Occidente o «Compañía del Misisipi». Esclavos negros son transportados desde las Antillas para trabajar en las plantaciones. Otras ciudades son fundadas por los franceses, como por ejemplo San Luis (1764).
Progresivamente, los franceses imponen su presencia construyendo fuertes o puestos comerciales en posiciones estratégicas del río: Fuerte Beauharnois en el curso superior del río, Cahokia en la confluencia con el Misuri o Fuerte de Chartres a orillas del río Meramec.
Los tratados de Utrecht (1712-1714) ponen fin a la guerra de sucesión española en Europa y consagran la regresión del poder de Francia en la zona. La Luisiana permanece francesa, pero inquieta por la creciente influencia de las colonias británicas. El rey trata de contener esta influencia al este de los Apalaches. Intenta una aproximación con Nueva España, situada al oeste de la Luisiana. Esta política está motivada por sus lazos familiares pero también por el afán de lucrarse con las minas y el comercio de las colonias españolas.
El Tratado de París (1763) pone fin a la guerra de los Siete Años y establece la cesión al Reino de Gran Bretaña de toda la parte del valle al este del Misisipi y a España las tierras occidentales, según Tratado de Fontainebleau (1762). Durante la guerra de Independencia de los Estados Unidos los españoles permiten a los colonos utilizar el río y el puerto de Nueva Orleans. Una vez terminada la guerra, los españoles lo cierran al comercio estadounidense el 26 de junio de 1784, no restableciéndose hasta la firma del Tratado de San Lorenzo (1795). Sin embargo la Luisiana es retrocedida a Francia mediante el Tratado de San Ildefonso (1800), aunque España la sigue administrando; tres años después, Napoleón venderá la enorme colonia a Estados Unidos por 15 millones de dólares, equivalentes a (80 millones de francos) de la época. Tal operación se conoce como la Compra de Luisiana. Desde el este, los Estados Unidos ya tenían previsto lanzarse a la conquista del oeste: en 1795, la navegación comercial a través de su curso está abierta a los norteamericanos. En 1805, el ejército estadounidense construye Fort Snelling en el emplazamiento de la actual ciudad de Mineápolis.

### sigloXIXhasta nuestros días

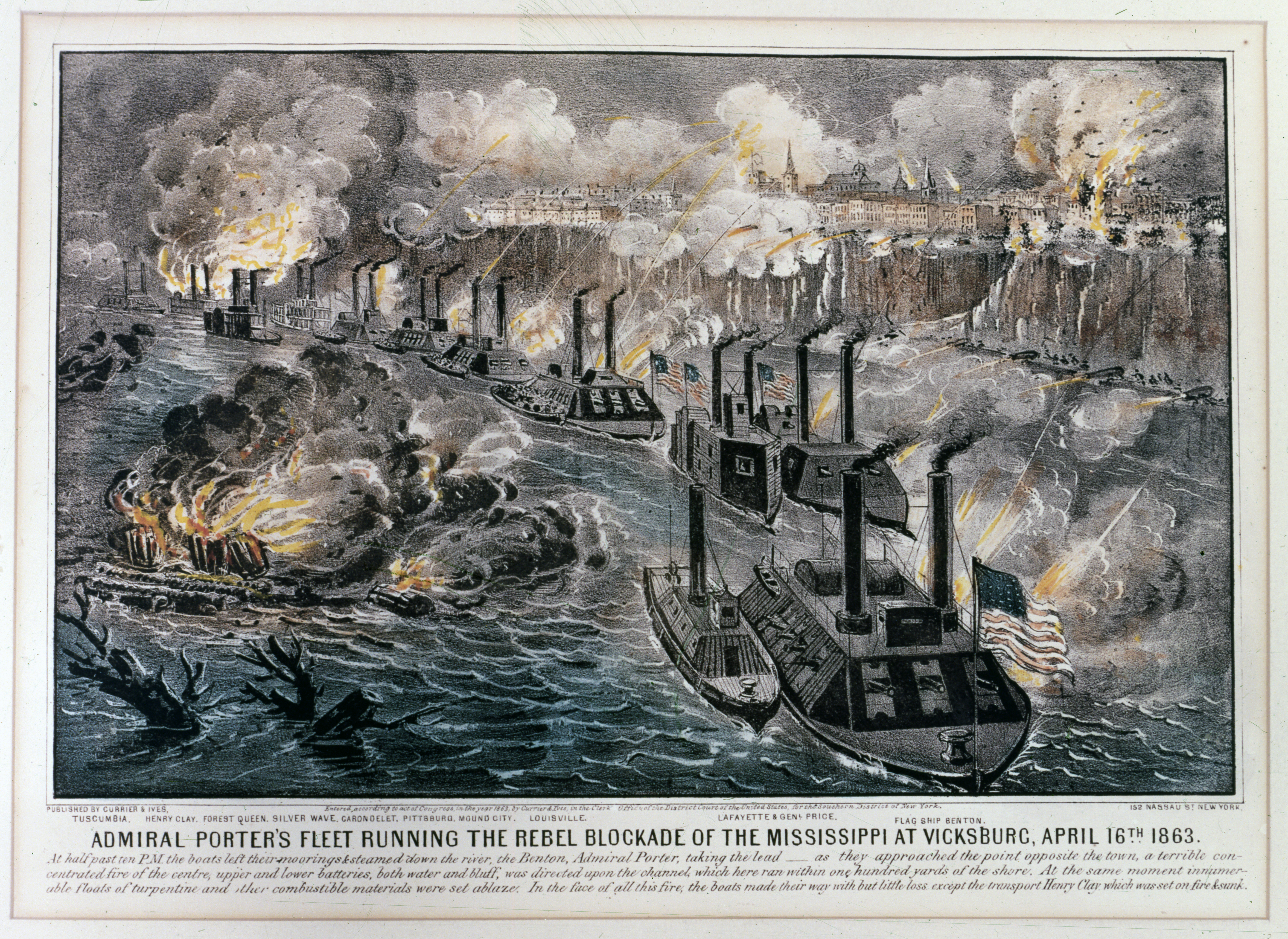
Litografía representando al Mississippi River Squadron forzando el bloqueo confederado a Vicksburg durante la guerra de Secesión.

En el siglo XIX, el Misisipi es conocido por los bandidos que pululan por los alrededores, entre los que se encontraba el asesino John Murrell, ladrón de caballos y traficante de esclavos de la época, que tenía su cuartel general en una isla. Su notoriedad era tal que Mark Twain le consagra un capítulo de su libro Vida en el Misisipi. Este libro relata también las carreras de barcos de vapor (riverboats o steamboats) entre los años 1830 y 1870. El primer buque de vapor que navegó entre la confluencia del Ohio y Nueva Orleans fue el New Orleans en 1811, durante la serie de temblores de tierra de Nueva Madrid.
La economía de plantación esclavista se desarrolla en la primera mitad del siglo XIX y produce algodón y caña de azúcar en el sur. Los terratenientes ricos se hacen construir bellas mansiones, algunas sobrealzadas sobre pilares de ladrillo para prevenir los riesgos de crecidas del río.
Durante la guerra de Secesión, el control del río se convierte en uno de los principales objetivos. El 4 de julio de 1863 después de un asedio de cuarenta días, Vicksburg es tomado por el general Ulysses S. Grant, lo que le permitía a la Unión controlar el río y dividir la Confederación en dos.
Con el advenimiento del ferrocarril esta vía fluvial encuentra una seria competencia: el tren permite comunicar las costas atlántica y pacífica de los Estados Unidos. El tráfico de los puertos del este sobrepasa en lo sucesivo al de Nueva Orleans.
En la primavera de 1927 el río se salió de su curso en 145 lugares e inundó 73 000 km² de tierras, hasta una altura de 10 m y una anchura de 30 km. En Cairo, las aguas se elevaron hasta 17 m. Las inundaciones provocaron la muerte de 200 personas y el desplazamiento forzado de otras 500 000.
A pesar de la magnitud de las crecidas anteriores, fue en 1993 cuando los Estados Unidos conocieron la inundación más devastadora y costosa (12 mil millones de dólares) hasta la actualidad. Precipitaciones excepcionales durante la primavera y verano de ese año hicieron crecer el Misisipi y su afluente principal, el Misuri. Ciertas ciudades fueron inundadas durante más de 200 días. El caudal del río sobrepasó 70 000 m³/s en San Luis.
En 2002, el nadador esloveno Martin Strel descendió el Misisipi a lo largo de toda su longitud en 68 días, recibiendo por su hazaña la felicitación oficial de la Cámara de Representantes de los Estados Unidos.

## El Misisipi en la cultura

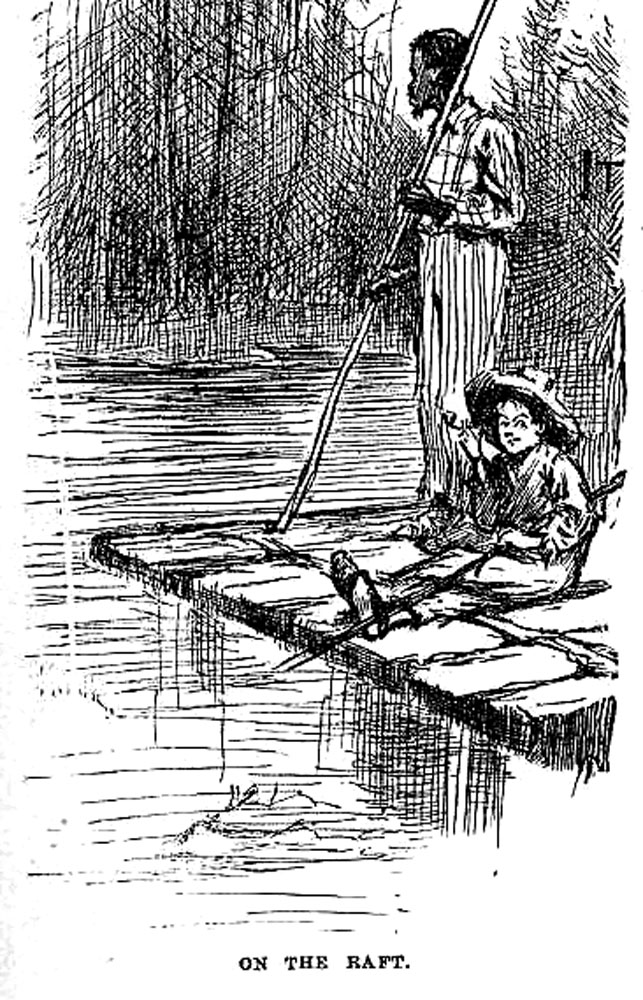
Huck y Jim, protagonistas de Las aventuras de Huckleberry Finn, en una balsa en el Misisipi. Grabado de la edición de 1884.

### Literatura
Las primeras descripciones por escrito del Misisipi se hacen en los libros de viaje de los europeos en América del Norte. El escritor francés François-René de Chateaubriand (1768-1848) viajó por Norteamérica a finales del siglo XVIII y escribió varias obras con informes sobre la región del Misisipi: Atala (1801) y René (1802) se desarrollan entre amerindios de Luisiana.
En la literatura, el río está indisociablemente unido a la obra del escritor estadounidense Mark Twain (1835-1910). En su novela autobiográfica Vida en el Misisipi (Life on the Mississippi) comienza con una breve historia del descubrimiento del río por Hernando de Soto en 1541 y continúa con anécdotas sobre la formación de Twain como piloto de barco de vapor trabajando como grumete de un piloto con experiencia y describe con detalle la ciencia de navegar sobre sus siempre cambiantes aguas, y la trama de dos de sus obras más populares, Las aventuras de Tom Sawyer (1876) y Las aventuras de Huckleberry Finn (1884), también tienen al Misisipi como protagonista. Por otra parte, el río inspiró a otro escritor estadounidense del siglo XIX, Herman Melville (1819-1891) en su novela The Confidence-Man, en la que los pasajeros de un barco de vapor se cuentan historias mientras descienden el río.
El segundo capítulo (titulado The Master of the Mississippi) de la serie de cómics The Life and Times of Scrooge McDuck escrita por Don Rosa se desarrolla a lo largo del río. Scrooge McDuck trabaja en un barco y se encuentra por primera vez a los «Golfos Apandadores».
Remontando el Misisipi (En remontant le Mississippi) es el 16.º álbum de Lucky Luke, publicado en 1961. Los dibujos son de Morris sobre un argumento de René Goscinny.

### Artes plásticas
Con su multitud de islas, sus numerosos meandros, sus bosques y su fauna, el Misisipi ofrece numerosos temas de inspiración a los artistas: el naturalista John James Audubon (1785-1851) descendió el río y pintó las aves de esta región. George Catlin (1796-1872) se interesó por las sociedades amerindias y a la exploración del Misisipi. Los paisajes de su curso superior constituyen parte de la obra de Edwin Whitefield (1816-1892) y los barcos de vapor en el río aparecen entre otros pintores. Siempre en el siglo XIX, George Caleb Bingham (1811-1879), representó escenas de caza y de la vida cotidiana en el Misisipi: su cuadro Mississippi Boatman (1850) forma parte de una serie dedicada a los barqueros. Esta tradición fue recuperada por fotógrafos del siglo XX como Walker Evans (1903-1975), Arthur Rothstein (1915-1985) o Robert Frank (1924-).

### Música
El Misisipi y su delta son conocidos por ser la cuna del blues. El delta blues es un estilo que hace referencia directa a esta región: los músicos tenían la costumbre de viajar a través de los diferentes estados del delta como Misisipi, Arkansas, Luisiana, Texas y Tennessee. Muchos de ellos nacieron a las orillas del río, como James Cotton, Muddy Waters, Skip James y Robert Johnson.
En el siglo XX, la comedia musical The Show Boat, compuesta por Jerome Kern, tiene como marco el mundo de los tradicionales barcos de vapor con rueda de paletas. Ferde Grofé compuso una Mississippi Suite. La canción de Johnny Cash Big River también hace alusión al Misisipi. El tema When the Levee Breaks (Cuando los diques se rompen) es una canción de blues escrita en 1929 por Kansas Joe McCoy y Memphis Minnie. Tiene por tema la gran crecida de 1927 y fue recuperada por el grupo de rock Led Zeppelin en 1971 en su álbum Led Zeppelin IV.
También podemos añadir la canción country Louisiana Woman, Mississippi Man interpretada por el dúo Conway Twitty - Loretta Lynn: esta canción evoca la barrera que el río intenta levantar frente al amor de un hombre de Misisipi y de una chica de Luisiana.

### Cine
Ha sido tomado como marco en numerosas películas: tres películas musicales tituladas Show Boat han sido adaptadas de la novela del mismo título de Edna Ferber. La versión de 1951, protagonizada por George Sidney y Ava Gardner, tuvo un gran éxito entre los espectadores norteamericanos. Las novelas de Mark Twain han sido llevadas en numerosas ocasiones a la gran pantalla desde los años 1930, como The Adventures of Huckleberry Finn, filme de 1939 protagonizado por Mickey Rooney, hasta producciones recientes como el largometraje de los estudios Disney The Adventures of Huck Finn de 1993, protagonizado por Elijah Wood y Courtney B. Vance. La Disney estrenó en 2009 una película musical de animación, The Princess and the Frog, que tiene como marco Nueva Orleans y el Misisipi.
No solo el Misisipi, sino muchos de sus afluentes han constituido el escenario para un gran número de películas de Hollywood, entre las cuales podemos destacar, además de muchas otras, Río Rojo (Red River), de 1948, uno de los mejores westerns de Hollywood, dirigido por Howard Hawks y protagonizado por John Wayne, y Striking Distance (Persecución mortal en España y Zona de impacto en Argentina), con Bruce Willis y Sarah Jessica Parker como protagonistas, película que transcurre en los ríos Allegheny y Monongahela, que se unen en Pittsburgh para formar el río Ohio. En esta película los protagonistas son oficiales de policía de la patrulla fluvial que actúa en estos tres ríos.

## Apéndice: sistema fluvial del río Misisipi
En la tabla siguiente se recogen todos los ríos de la cuenca del Misisipi cuya longitud supera los 150 km, aunque pueden faltar algunos. Se ha ordenado siguiendo el río aguas abajo, desde la fuente hasta la desembocadura, dividiendo el curso en las tres partes en que habitualmente se hace: Misisipi Alto o Superior (Upper Mississippi), el río desde su nacimiento hasta la confluencia con el río Misuri; el Misisipi Medio (Middle Mississippi), que se encuentra río abajo desde el Misuri hasta el río Ohio; y el Misisipi Bajo o Inferior (Lower Mississippi), que fluye desde el Ohio hasta el golfo de México. El Misisipo Superior se ha dividido en dos secciones: las cabeceras (The headwaters), el tramo de 793 km desde la fuente hasta las Saint Anthony Falls en Minneapolis (Minnesota); y el canal navegable formado por embalses artificiales entre Minneapolis y St. Louis, Missouri, de unos 1069 km.
En general, se usan los anglicismos de los nombres de los ríos más comúnmente utilizados, en aquellos casos en que no existe uso habitual de la transliteración al español. Se debe tener cuidado a la hora de la utilización de los datos de la tabla, ya que las distintas fuentes proporcionan desigual información. En relación con la longitud, hay que tener presente que se han construido muchas presas para regular el caudal y evitar las inundaciones, lo que ha provocado la disminución de algunos cursos, en algunos casos de forma muy importante al haber quedado sumergidos largos tramos tortuosos y meándricos. Esto debe ser estudiado con cuidado al utilizar fuentes antiguas. (Véase también: Determinación de la longitud.)
| Ramal | Ramal | Nombre afluente               | Nombre afluente                                               | Nombre afluente                                               | Nombre afluente                                               | Nombre afluente                                               | Desembocadura | Localidad boca | Longitud (km) | Cuenca (km²) | Caudal (m³/s) | Estado(s) atravesado(s)                                             | Tramo (estados)          | Curso             |
| —     | D     | Río Crow Wing                 | Río Crow Wing                                                 | Río Crow Wing                                                 | Río Crow Wing                                                 | Río Crow Wing                                                 | Misisipi      | ?              | 182           |              |               | Minnesota                                                           | Minnesota                | Cabeceras         |
| —     | D     | Río Crown—North Fork Crow     | Río Crown—North Fork Crow                                     | Río Crown—North Fork Crow                                     | Río Crown—North Fork Crow                                     | Río Crown—North Fork Crow                                     | Misisipi      | ?              | 293,4         | 7140         | 33,0          | Minnesota                                                           | Minnesota                | Cabeceras         |
| —     | —     |                               |                                                               | Río South Fork Crow                                           | Río South Fork Crow                                           | Río South Fork Crow                                           | Crown         | ?              | 187           |              |               | Minnesota                                                           | Minnesota                | Cabeceras         |
| I     | —     | Río Rum                       | Río Rum                                                       | Río Rum                                                       | Río Rum                                                       | Río Rum                                                       | Misisipi      | ?              | 243           |              |               | Minnesota                                                           | Minnesota                | Cabeceras         |
| —     | D     | Río Minesota                  | Río Minesota                                                  | Río Minesota                                                  | Río Minesota                                                  | Río Minesota                                                  | Misisipi      | ?              | 534           | 44 000       |               | Minnesota                                                           | Minnesota                | Misisipi Superior |
| —     | —     |                               | Río Blue Earth                                                | Río Blue Earth                                                | Río Blue Earth                                                | Río Blue Earth                                                | Minnesota     | ?              | 174           | 9030         | 30,5          | Minnesota Iowa                                                      | Minnesota                | Misisipi Superior |
| —     | —     |                               |                                                               | Río Watonwan                                                  | Río Watonwan                                                  | Río Watonwan                                                  | Blue Earth    | ?              | 182           | 2270         | 11,1          | Minnesota                                                           | Minnesota                | Misisipi Superior |
| —     | —     |                               |                                                               | Río Le Sueur                                                  | Río Le Sueur                                                  | Río Le Sueur                                                  | Blue Earth    | ?              | 178,5         | 2820         | 15,5          | Minnesota                                                           | Minnesota                | Misisipi Superior |
| —     | —     |                               | Río Cottonwood                                                | Río Cottonwood                                                | Río Cottonwood                                                | Río Cottonwood                                                | Minnesota     | ?              | 245           | 3400         | 11            | Minnesota                                                           | Minnesota                | Misisipi Superior |
| —     | —     |                               | Río Redwood                                                   | Río Redwood                                                   | Río Redwood                                                   | Río Redwood                                                   | Minnesota     | ?              | 204,5         | 1830         |               | Minnesota                                                           | Minnesota                | Misisipi Superior |
| —     | —     |                               | Río Yellow Medicine                                           | Río Yellow Medicine                                           | Río Yellow Medicine                                           | Río Yellow Medicine                                           | Minnesota     | ?              | 172,5         | 1720         |               | Minnesota                                                           | Minnesota                | Misisipi Superior |
| —     | —     |                               | Río Chippewa (Minnesota)                                      | Río Chippewa (Minnesota)                                      | Río Chippewa (Minnesota)                                      | Río Chippewa (Minnesota)                                      | Minnesota     | ?              | 254           | 4            |               | Minnesota                                                           | Minnesota                | Misisipi Superior |
| —     | —     |                               | Río Lac qui Parle                                             | Río Lac qui Parle                                             | Río Lac qui Parle                                             | Río Lac qui Parle                                             | Minnesota     | ?              | 190           | 2994         | 4,4           | Minnesota Dakota del Sur                                            | Minnesota                | Misisipi Superior |
| —     | —     |                               | Río Pomme de Terre                                            | Río Pomme de Terre                                            | Río Pomme de Terre                                            | Río Pomme de Terre                                            | Minnesota     | ?              | 170           | 2266         | 3,7           | Minnesota                                                           | Minnesota                | Misisipi Superior |
| I     | —     | Sistema St. Croix—Namekagon   | Sistema St. Croix—Namekagon                                   | Sistema St. Croix—Namekagon                                   | Sistema St. Croix—Namekagon                                   | Sistema St. Croix—Namekagon                                   | Misisipi      | ?              | 400           | 20 000       |               | Minnesota Wisconsin                                                 | Minnesota-Wisconsin      | Misisipi Superior |
| —     | —     |                               | Río Snake                                                     | Río Snake                                                     | Río Snake                                                     | Río Snake                                                     | Minnesota     | ?              | 170           | 2610         |               | Minnesota                                                           | Minnesota-Wisconsin      | Misisipi Superior |
| —     | D     | Río Cannon                    | Río Cannon                                                    | Río Cannon                                                    | Río Cannon                                                    | Río Cannon                                                    | Minnesota     | ?              | 180           | 3800         |               | Minnesota                                                           | Minnesota-Wisconsin      | Misisipi Superior |
| I     | —     | Río Chippewa                  | Río Chippewa                                                  | Río Chippewa                                                  | Río Chippewa                                                  | Río Chippewa                                                  | Misisipi      | ?              | 294           | 44 000       |               | Wisconsin                                                           | Minnesota-Wisconsin      | Misisipi Superior |
| —     | D     | Río Zumbro—South Fork Zumbro  | Río Zumbro—South Fork Zumbro                                  | Río Zumbro—South Fork Zumbro                                  | Río Zumbro—South Fork Zumbro                                  | Río Zumbro—South Fork Zumbro                                  | Minnesota     | ?              | 196,7         | 3700         |               | Minnesota                                                           | Minnesota-Wisconsin      | Misisipi Superior |
| —     | D     | Río Root                      | Río Root                                                      | Río Root                                                      | Río Root                                                      | Río Root                                                      | Minnesota     | ?              | 130           |              |               | Minnesota                                                           | Minnesota-Wisconsin      | Misisipi Superior |
| I     | —     | Río Black (Wisconsin)         | Río Black (Wisconsin)                                         | Río Black (Wisconsin)                                         | Río Black (Wisconsin)                                         | Río Black (Wisconsin)                                         | Misisipi      | ?              | 310           | 6200         |               | Wisconsin                                                           | Minnesota-Wisconsin      | Misisipi Superior |
| —     | D     | Río Upper Iowa                | Río Upper Iowa                                                | Río Upper Iowa                                                | Río Upper Iowa                                                | Río Upper Iowa                                                | Minnesota     | ?              | 251           |              |               | Iowa Minnesota                                                      |                          | Misisipi Superior |
| D     | —     | Río Wapsipinicon              | Río Wapsipinicon                                              | Río Wapsipinicon                                              | Río Wapsipinicon                                              | Río Wapsipinicon                                              | Misisipi      | ?              | 480           | 31 805       |               | Iowa Minnesota                                                      | Iowa-Wisconsin           | Misisipi Superior |
| I     | —     | Río Wisconsin                 | Río Wisconsin                                                 | Río Wisconsin                                                 | Río Wisconsin                                                 | Río Wisconsin                                                 | Misisipi      | ?              | 692           | 31 805       |               | Wisconsin                                                           | Iowa-Wisconsin           | Misisipi Superior |
| —     | —     |                               | Río Kickapoo                                                  | Río Kickapoo                                                  | Río Kickapoo                                                  | Río Kickapoo                                                  | Wisconsin     | ?              | 210           |              |               | Wisconsin                                                           | Iowa-Wisconsin           | Misisipi Superior |
| I     | —     | Río Rock                      | Río Rock                                                      | Río Rock                                                      | Río Rock                                                      | Río Rock                                                      | Misisipi      | ?              | 459           | 9193         |               | Illinois Wisconsin                                                  | Iowa-Illinois            | Misisipi Superior |
| —     | —     |                               | Río Pecatonica                                                | Río Pecatonica                                                | Río Pecatonica                                                | Río Pecatonica                                                | Rock          | ?              | 312           | 6753         |               | Illinois Wisconsin                                                  | Iowa-Illinois            | Misisipi Superior |
| —     | D     | Río Iowa                      | Río Iowa                                                      | Río Iowa                                                      | Río Iowa                                                      | Río Iowa                                                      | Misisipi      | ?              | 520           | 32 700       | 267           | Iowa                                                                | Iowa-Illinois            | Misisipi Superior |
| —     | —     |                               | Río Cedar                                                     | Río Cedar                                                     | Río Cedar                                                     | Río Cedar                                                     | Iowa          | ?              | 544           |              |               | Iowa                                                                | Iowa-Illinois            | Misisipi Superior |
| —     | —     |                               | Río English                                                   | Río English                                                   | Río English                                                   | Río English                                                   | Iowa          | ?              | 143,6         |              |               | Iowa                                                                |                          | Misisipi Superior |
| —     | D     | Río Des Moines                | Río Des Moines                                                | Río Des Moines                                                | Río Des Moines                                                | Río Des Moines                                                | Misisipi      | ?              | 845           | 38 340       | 246           | Iowa Minnesota Misuri                                               | Iowa-Misuri-Illinois     | Misisipi Superior |
| —     | —     |                               | Río Raccoon                                                   | Río Raccoon                                                   | Río Raccoon                                                   | Río Raccoon                                                   | Des Moines    | ?              | 364           |              |               | Iowa                                                                | Iowa-Misuri-Illinois     | Misisipi Superior |
| —     | —     |                               |                                                               | Río Middle Raccoon                                            | Río Middle Raccoon                                            | Río Middle Raccoon                                            | Des Moines    | ?              | 148           |              |               | Iowa                                                                | Iowa-Misuri-Illinois     | Misisipi Superior |
| —     | —     |                               | Río Boone                                                     | Río Boone                                                     | Río Boone                                                     | Río Boone                                                     | Des Moines    | ?              | 166           | 2320         |               | Iowa                                                                | Iowa-Misuri-Illinois     | Misisipi Superior |
| —     | —     |                               | Río Middle Des Moines                                         | Río Middle Des Moines                                         | Río Middle Des Moines                                         | Río Middle Des Moines                                         | Des Moines    | ?              | 169           |              |               | Iowa                                                                | Iowa-Misuri-Illinois     | Misisipi Superior |
| —     | D     | Sistema Illinois—Des Plaines  | Sistema Illinois—Des Plaines                                  | Sistema Illinois—Des Plaines                                  | Sistema Illinois—Des Plaines                                  | Sistema Illinois—Des Plaines                                  | Misisipi      | ?              | 680           | 72 700       |               | Wisconsin Illinois                                                  | Misuri-Illinois          | Misisipi Superior |
| —     | —     |                               | Río Fox (Illinois)                                            | Río Fox (Illinois)                                            | Río Fox (Illinois)                                            | Río Fox (Illinois)                                            | Illinois      | ?              | 325           |              |               | Illinois                                                            | Misuri-Illinois          | Misisipi Superior |
| —     | —     |                               | Río Mackinaw                                                  | Río Mackinaw                                                  | Río Mackinaw                                                  | Río Mackinaw                                                  | Illinois      | ?              | 210           | 3300         |               | Illinois                                                            | Misuri-Illinois          | Misisipi Superior |
| —     | —     |                               | Río Sangamon                                                  | Río Sangamon                                                  | Río Sangamon                                                  | Río Sangamon                                                  | Illinois      | ?              | 402           |              |               | Illinois                                                            | Misuri-Illinois          | Misisipi Superior |
| —     | —     |                               | Río Spoon                                                     | Río Spoon                                                     | Río Spoon                                                     | Río Spoon                                                     | Illinois      | ?              | 237           |              |               | Illinois                                                            | Misuri-Illinois          | Misisipi Superior |
| —     | —     |                               | Río La Moine                                                  | Río La Moine                                                  | Río La Moine                                                  | Río La Moine                                                  | Illinois      | ?              | 201           | 5000         |               | Illinois                                                            | Misuri-Illinois          | Misisipi Superior |
| —     | —     |                               | Río Kankakee                                                  | Río Kankakee                                                  | Río Kankakee                                                  | Río Kankakee                                                  | Illinois      | ?              | 214           | 13 338       | 137           | Illinois                                                            | Misuri-Illinois          | Misisipi Superior |
| I     | —     | Río Misuri                    | Río Misuri                                                    | Río Misuri                                                    | Río Misuri                                                    | Río Misuri                                                    | Misisipi      | ?              | 4130          | 1 371 000    | 2478          | Montana Dakota del Norte Dakota del Sur Nebraska Iowa Kansas Misuri | Misuri-Illinois          | Misisipi Medio    |
| —     | —     |                               | Río Jefferson—Beaverhead                                      | Río Jefferson—Beaverhead                                      | Río Jefferson—Beaverhead                                      | Río Jefferson—Beaverhead                                      | Misuri        | ?              | 124           | 24 688       |               | Montana                                                             | Misuri-Illinois          | Misisipi Medio    |
| —     | —     |                               |                                                               | Río Big Hole                                                  | Río Big Hole                                                  | Río Big Hole                                                  | Jefferson     | ?              | 246           | 7300         |               | Montana                                                             | Misuri-Illinois          | Misisipi Medio    |
| —     | —     |                               | Río Madison                                                   | Río Madison                                                   | Río Madison                                                   | Río Madison                                                   | Misuri        | ?              | 295           |              | 46,6          | Wyoming Montana                                                     | Misuri-Illinois          | Misisipi Medio    |
| —     | —     |                               | Río Marías                                                    | Río Marías                                                    | Río Marías                                                    | Río Marías                                                    | Misuri        | ?              | 338           | 23,440       | 29,5          | Montana                                                             | Misuri-Illinois          | Misisipi Medio    |
| —     | —     | -                             | Río Musselshell                                               | Río Musselshell                                               | Río Musselshell                                               | Río Musselshell                                               | Misuri        | ?              | 470           | 24 800       | 7,2           | Montana                                                             | Misuri-Illinois          | Misisipi Medio    |
| —     | —     | -                             | Río Milk                                                      | Río Milk                                                      | Río Milk                                                      | Río Milk                                                      | Misuri        | ?              | 1173          | 61 642       | 17            | Montana · ( Alberta, en Canadá)                                     | Misuri-Illinois          | Misisipi Medio    |
| —     | —     |                               | Arroyo Big Muddy                                              | Arroyo Big Muddy                                              | Arroyo Big Muddy                                              | Arroyo Big Muddy                                              | Misuri        | ?              | 307           |              |               | Montana (y Saskatchewan, en Canadá)                                 | Misuri-Illinois          | Misisipi Medio    |
| —     | —     |                               | Río Yellowstone                                               | Río Yellowstone                                               | Río Yellowstone                                               | Río Yellowstone                                               | Misuri        | ?              | 1114          | 181 300      |               | Dakota del Norte Montana Wyoming                                    | Misuri-Illinois          | Misisipi Medio    |
| —     | —     |                               |                                                               | Río Bighorn                                                   | Río Bighorn                                                   | Río Bighorn                                                   | Yellowstone   | ?              | 742           | 59 270       | 103,2         | Dakota del Norte Montana                                            | Misuri-Illinois          | Misisipi Medio    |
| —     | —     |                               |                                                               | Río Tongue                                                    | Río Tongue                                                    | Río Tongue                                                    | Yellowstone   | ?              | 426           | 13 978       | 11            | Dakota del Norte Montana                                            | Misuri-Illinois          | Misisipi Medio    |
| —     | —     |                               |                                                               | Río Powder                                                    | Río Powder                                                    | Río Powder                                                    | Yellowstone   | ?              | 604           | 56 656       | 16            | Dakota del Norte                                                    | Misuri-Illinois          | Misisipi Medio    |
| —     | —     |                               | Río Pequeño Misuri (Little Missouri)                          | Río Pequeño Misuri (Little Missouri)                          | Río Pequeño Misuri (Little Missouri)                          | Río Pequeño Misuri (Little Missouri)                          | Misuri        | ?              | 901           | 21 523       | 15            | Dakota del Norte                                                    | Misuri-Illinois          | Misisipi Medio    |
| —     | —     |                               | Río Grand (Misuri)                                            | Río Grand (Misuri)                                            | Río Grand (Misuri)                                            | Río Grand (Misuri)                                            | Misuri        | ?              | 320           | 20 000       |               | Dakota del Sur                                                      | Misuri-Illinois          | Misisipi Medio    |
| —     | —     |                               | Río Moreau                                                    | Río Moreau                                                    | Río Moreau                                                    | Río Moreau                                                    | Misuri        | ?              | 320           |              |               | Dakota del Sur                                                      | Misuri-Illinois          | Misisipi Medio    |
| —     | —     |                               | Río Cheyenne                                                  | Río Cheyenne                                                  | Río Cheyenne                                                  | Río Cheyenne                                                  | Misuri        | ?              | 475           | 62 800       |               | Dakota del Sur Wyoming                                              | Misuri-Illinois          | Misisipi Medio    |
| —     | —     |                               |                                                               | Río Belle Fourche                                             | Río Belle Fourche                                             | Río Belle Fourche                                             | Cheyenne      | ?              | 470           |              |               | Dakota del Sur Wyoming                                              | Misuri-Illinois          | Misisipi Medio    |
| —     | —     |                               | Río White (Dakota del Sur)                                    | Río White (Dakota del Sur)                                    | Río White (Dakota del Sur)                                    | Río White (Dakota del Sur)                                    | Misuri        | ?              | 933           | 26 000       | 16            | Dakota del Sur Nebraska                                             | Misuri-Illinois          | Misisipi Medio    |
| —     | —     |                               | Río Little White (Dakota del Sur)                             | Río Little White (Dakota del Sur)                             | Río Little White (Dakota del Sur)                             | Río Little White (Dakota del Sur)                             | White         | ?              | 377           |              | 4,2           | Dakota del Sur                                                      | Misuri-Illinois          | Misisipi Medio    |
| —     | —     |                               | Río Niobrara                                                  | Río Niobrara                                                  | Río Niobrara                                                  | Río Niobrara                                                  | Misuri        | ?              | 692           | 29 992       | 49            | Wyoming Nebraska                                                    | Misuri-Illinois          | Misisipi Medio    |
| —     | —     |                               | Río James                                                     | Río James                                                     | Río James                                                     | Río James                                                     | Misuri        | ?              | 1143          | 53 491       |               | Dakota del Sur                                                      | Misuri-Illinois          | Misisipi Medio    |
| —     | —     |                               | Río Big Sioux                                                 | Río Big Sioux                                                 | Río Big Sioux                                                 | Río Big Sioux                                                 | Misuri        | ?              | 470           |              |               | Iowa Dakota del Sur                                                 | Misuri-Illinois          | Misisipi Medio    |
| —     | —     |                               | Río Little Sioux                                              | Río Little Sioux                                              | Río Little Sioux                                              | Río Little Sioux                                              | Misuri        | ?              | 356           |              |               | Minnesota Iowa                                                      | Misuri-Illinois          | Misisipi Medio    |
| —     | —     |                               | Río Platte                                                    | Río Platte                                                    | Río Platte                                                    | Río Platte                                                    | Misuri        | ?              | 499           | 219 890      |               | Nebraska                                                            | Misuri-Illinois          | Misisipi Medio    |
| —     | —     |                               |                                                               | Río Elkorn                                                    | Río Elkorn                                                    | Río Elkorn                                                    | Platte        | ?              | 470           | 18 000       |               | Nebraska                                                            | Misuri-Illinois          | Misisipi Medio    |
| —     | —     |                               |                                                               | Río Loup—Loup Norte                                           | Río Loup—Loup Norte                                           | Río Loup—Loup Norte                                           | Platte        | ?              | 450           | 38 850       |               | Nebraska                                                            | Misuri-Illinois          | Misisipi Medio    |
| —     | —     |                               |                                                               | Río Platte Norte                                              | Río Platte Norte                                              | Río Platte Norte                                              | Platte        | ?              | 1094          | 80 031       | 38            | Colorado Nebraska Wyoming                                           | Misuri-Illinois          | Misisipi Medio    |
| —     | —     |                               |                                                               |                                                               | Río Sweetwater                                                | Río Sweetwater                                                | Platte Norte  | ?              | 383           | 7459         | 3             | Colorado Wyoming                                                    | Misuri-Illinois          | Misisipi Medio    |
| —     | —     |                               |                                                               |                                                               | colspan=2                                                     | Río Laramie                                                   | Platte Norte  | ?              | 451           | 11 820       |               | Colorado Wyoming                                                    | Misuri-Illinois          | Misisipi Medio    |
| —     | —     |                               |                                                               | Río Platte Sur (o río Jesús María)                            | Río Platte Sur (o río Jesús María)                            | Río Platte Sur (o río Jesús María)                            | Platte        | ?              | 711           | 62 738       |               | Kansas Misuri                                                       | Misuri-Illinois          | Misisipi Medio    |
| —     | —     |                               |                                                               |                                                               | Arroyo Lodgepole                                              | Arroyo Lodgepole                                              | Platte Sur    | ?              | 447           |              |               | Colorado Nebraska Wyoming                                           | Misuri-Illinois          | Misisipi Medio    |
| —     | —     |                               | Río Kansas                                                    | Río Kansas                                                    | Río Kansas                                                    | Río Kansas                                                    | Misuri        | ?              | 274           |              |               | Kansas                                                              | Misuri-Illinois          | Misisipi Medio    |
| —     | —     |                               |                                                               | Río Republican                                                | Río Republican                                                | Río Republican                                                | Kansas        | ?              | 729           | 64 491       |               | Kansas Misuri                                                       | Misuri-Illinois          | Misisipi Medio    |
| —     | —     |                               |                                                               | Río Smoky Hill                                                | Río Smoky Hill                                                | Río Smoky Hill                                                | Kansas        | ?              | 901           | 49 883       | 44            | Kansas Misuri                                                       | Misuri-Illinois          | Misisipi Medio    |
| —     | —     |                               |                                                               |                                                               | Río Solomon                                                   | Río Solomon                                                   | Smoky Hill    | ?              | 70            | 17 703       | 17            | Kansas Misuri                                                       | Misuri-Illinois          | Misisipi Medio    |
| —     | —     |                               |                                                               |                                                               |                                                               | Río South Fork Solomon                                        | Solomon       | ?              | 334           |              |               | Kansas Misuri                                                       | Misuri-Illinois          | Misisipi Medio    |
| —     | —     |                               |                                                               |                                                               |                                                               | Río North Fork Solomon                                        | Solomon       | ?              | 351           |              |               | Kansas Misuri                                                       | Misuri-Illinois          | Misisipi Medio    |
| —     | —     |                               |                                                               |                                                               | Río Saline—South Fork Saline                                  | Río Saline—South Fork Saline                                  | Smoky Hill    | ?              | 639           | 8855         |               | Kansas Misuri                                                       | Misuri-Illinois          | Misisipi Medio    |
| —     | —     |                               |                                                               | Río Big Blue                                                  | Río Big Blue                                                  | Río Big Blue                                                  | Kansas        | ?              | 578           | 23 330       | 28            | Kansas Nebraska                                                     | Misuri-Illinois          | Misisipi Medio    |
| —     | —     |                               |                                                               |                                                               | Río Little Blue                                               | Río Little Blue                                               | Big Blue      | ?              | 394           |              | 28            | Kansas Nebraska                                                     | Misuri-Illinois          | Misisipi Medio    |
| —     | —     |                               | Río Grand                                                     | Río Grand                                                     | Río Grand                                                     | Río Grand                                                     | Misuri        | ?              | 364           |              |               | Misuri                                                              | Misuri-Illinois          | Misisipi Medio    |
| —     | —     |                               | Río Chariton                                                  | Río Chariton                                                  | Río Chariton                                                  | Río Chariton                                                  | Misuri        | ?              | 450           |              |               | Misuri Iowa                                                         | Misuri-Illinois          | Misisipi Medio    |
| —     | —     |                               | Río Osage                                                     | Río Osage                                                     | Río Osage                                                     | Río Osage                                                     | Misuri        | ?              | 579           | 39 600       |               | Misuri                                                              | Misuri-Illinois          | Misisipi Medio    |
| —     | —     |                               |                                                               | Marais des Cygnes                                             | Marais des Cygnes                                             | Marais des Cygnes                                             | Osage         | ?              | 225           |              |               |                                                                     | Misuri-Illinois          | Misisipi Medio    |
| —     | —     |                               | Río Gasconade                                                 | Río Gasconade                                                 | Río Gasconade                                                 | Río Gasconade                                                 | Misuri        | ?              | 425           |              |               | Misuri                                                              | Misuri-Illinois          | Misisipi Medio    |
| —     | D     | Río Meramec                   | Río Meramec                                                   | Río Meramec                                                   | Río Meramec                                                   | Río Meramec                                                   | Misisipi      | ?              | 350           | 10 308       |               | Illinois                                                            | Misuri-Illinois          | Misisipi Medio    |
| —     | D     | Río Kaskaskia                 | Río Kaskaskia                                                 | Río Kaskaskia                                                 | Río Kaskaskia                                                 | Río Kaskaskia                                                 | Misisipi      | ?              | 515           | 14 950       |               | Misuri                                                              | Misuri-Illinois          | Misisipi Medio    |
| I     | —     | Río Big Muddy                 | Río Big Muddy                                                 | Río Big Muddy                                                 | Río Big Muddy                                                 | Río Big Muddy                                                 | Misisipi      | ?              | 265           |              |               | Illinois                                                            | Misuri-Illinois          | Misisipi Medio    |
| I     | —     | Río Ohio                      | Río Ohio                                                      | Río Ohio                                                      | Río Ohio                                                      | Río Ohio                                                      | Misisipi      | ?              | 1579          | 490 600      | 7957          | Pensilvania Virginia Occidental Ohio Kentucky Indiana Illinois      | Misuri-Illinois-Kentucky | Misisipi Inferior |
| —     | —     | -                             | Río Cache                                                     | Río Cache                                                     | Río Cache                                                     | Río Cache                                                     | Ohio          | ?              |               | 1910         |               | Illinois                                                            | Misuri-Illinois-Kentucky | Misisipi Inferior |
| —     | —     | -                             | Río Tennessee                                                 | Río Tennessee                                                 | Río Tennessee                                                 | Río Tennessee                                                 | Ohio          | ?              | 1049          | 105 870      | 1998          | Alabama Kentucky Misisipi Tennessee                                 | Misuri-Illinois-Kentucky | Misisipi Inferior |
| —     | —     |                               |                                                               | Río Duck                                                      | Río Duck                                                      | Río Duck                                                      | Tennessee     | ?              | 457           |              |               | Tennessee                                                           | Misuri-Illinois-Kentucky | Misisipi Inferior |
| —     | —     |                               |                                                               |                                                               | Río Buffalo                                                   | Río Buffalo                                                   | Duck          | ?              | 201           | 1980         |               | Tennessee                                                           | Misuri-Illinois-Kentucky | Misisipi Inferior |
| —     | —     |                               | Río Elk                                                       | Río Elk                                                       | Río Elk                                                       | Río Elk                                                       | Tennessee     | ?              | 314           |              | 89            | Tennessee Alabama                                                   | Misuri-Illinois-Kentucky | Misisipi Inferior |
| —     | —     |                               | Río Sequatchie                                                | Río Sequatchie                                                | Río Sequatchie                                                | Río Sequatchie                                                | Tennessee     | ?              | 187           |              |               | Tennessee                                                           | Misuri-Illinois-Kentucky | Misisipi Inferior |
| —     | —     |                               | Río Hiwassee                                                  | Río Hiwassee                                                  | Río Hiwassee                                                  | Río Hiwassee                                                  | Tennessee     | ?              | 213           | 2590         |               | Georgia Tennessee                                                   | Misuri-Illinois-Kentucky | Misisipi Inferior |
| —     | —     |                               |                                                               | Río Toccoa/Ocoee                                              | Río Toccoa/Ocoee                                              | Río Toccoa/Ocoee                                              | Hiwassee      | ?              | 150           |              |               | Georgia Tennessee                                                   | Misuri-Illinois-Kentucky | Misisipi Inferior |
| —     | —     |                               | Río Clinch                                                    | Río Clinch                                                    | Río Clinch                                                    | Río Clinch                                                    | Tennessee     | ?              | 483           | 11 430       | 59            | Kentucky Tennessee                                                  | Misuri-Illinois-Kentucky | Misisipi Inferior |
| —     | —     |                               |                                                               | Río Powell                                                    | Río Powell                                                    | Río Powell                                                    | Clinch        | ?              | 301           | 2419         |               | Kentucky Tennessee                                                  | Misuri-Illinois-Kentucky | Misisipi Inferior |
| —     | —     |                               | Río Little Tennessee                                          | Río Little Tennessee                                          | Río Little Tennessee                                          | Río Little Tennessee                                          | Tennessee     | ?              | 217           |              |               | Georgia Carolina del Norte Tennessee                                | Misuri-Illinois-Kentucky | Misisipi Inferior |
| —     | —     |                               | Río French Broad                                              | Río French Broad                                              | Río French Broad                                              | Río French Broad                                              | Tennessee     | ?              | 376           | 13 271       |               | Carolina del Norte Tennessee                                        | Misuri-Illinois-Kentucky | Misisipi Inferior |
| —     | —     |                               | Río Holston—North Fork                                        | Río Holston—North Fork                                        | Río Holston—North Fork                                        | Río Holston—North Fork                                        | Tennessee     | ?              | 441           | 9700         | 137,3         | Virginia Tennessee                                                  | Misuri-Illinois-Kentucky | Misisipi Inferior |
| —     | —     |                               |                                                               | Río South Fork Holston River                                  | Río South Fork Holston River                                  | Río South Fork Holston River                                  | Holston       | ?              | 180           |              |               | Kentucky Tennessee                                                  | Misuri-Illinois-Kentucky | Misisipi Inferior |
| —     | —     |                               | Río Cumberland                                                | Río Cumberland                                                | Río Cumberland                                                | Río Cumberland                                                | Ohio          | ?              | 1106          | 46 830       | 862           | Kentucky Tennessee                                                  | Misuri-Illinois-Kentucky | Misisipi Inferior |
| —     | —     |                               |                                                               | Río Harpeth                                                   | Río Harpeth                                                   | Río Harpeth                                                   | Cumberland    | ?              | 185           |              |               | Estados Unidos                                                      | Misuri-Illinois-Kentucky | Misisipi Inferior |
| —     | —     |                               |                                                               | Río Red                                                       | Río Red                                                       | Río Red                                                       | Cumberland    | ?              | 161           | 3840         |               | Kentucky Tennessee                                                  | Misuri-Illinois-Kentucky | Misisipi Inferior |
| —     | —     |                               |                                                               | Sistema Stones-East Fork Stones                               | Sistema Stones-East Fork Stones                               | Sistema Stones-East Fork Stones                               | Cumberland    | ?              | 149           | 2385,4       |               | Tennessee                                                           | Misuri-Illinois-Kentucky | Misisipi Inferior |
| —     | —     |                               |                                                               | Caney Fork                                                    | Caney Fork                                                    | Caney Fork                                                    | Cumberland    | ?              | 230           | 4590         |               | Tennessee                                                           | Misuri-Illinois-Kentucky | Misisipi Inferior |
| —     | —     |                               |                                                               | Río Big South Fork Cumberland                                 | Río Big South Fork Cumberland                                 | Río Big South Fork Cumberland                                 | Cumberland    | ?              | 165,8         |              |               | Estados Unidos Kentucky Tennessee                                   | Misuri-Illinois-Kentucky | Misisipi Inferior |
| —     | —     |                               | Río Wabash                                                    | Río Wabash                                                    | Río Wabash                                                    | Río Wabash                                                    | Ohio          | ?              | 764           | 103 500      | 1001          | frontera Indiana-Illinois                                           | Misuri-Illinois-Kentucky | Misisipi Inferior |
| —     | —     |                               |                                                               | Río Little Wabash                                             | Río Little Wabash                                             | Río Little Wabash                                             | Wabash        | ?              | 390           | 5060         | 83            | Illinois                                                            | Misuri-Illinois-Kentucky | Misisipi Inferior |
| —     | —     |                               |                                                               |                                                               | Skillet Fork                                                  | Skillet Fork                                                  | Little Wabash | ?              | 160           |              |               | Illinois                                                            | Misuri-Illinois-Kentucky | Misisipi Inferior |
| —     | —     |                               |                                                               | Río Patoka                                                    | Río Patoka                                                    | Río Patoka                                                    | Wabash        | ?              | 269           |              |               | Indiana                                                             | Misuri-Illinois-Kentucky | Misisipi Inferior |
| —     | —     |                               |                                                               | Sistema White-West Fork                                       | Sistema White-West Fork                                       | Sistema White-West Fork                                       | Wabash        | ?              | 583           | 14 882       |               | Indiana                                                             | Misuri-Illinois-Kentucky | Misisipi Inferior |
| —     | —     |                               |                                                               |                                                               | Arroyo Fall                                                   | Arroyo Fall                                                   | White         | ?              | 92,5          | 820          |               | Indiana                                                             | Misuri-Illinois-Kentucky | Misisipi Inferior |
| —     | —     |                               |                                                               |                                                               | Río West Fork White                                           | Río West Fork White                                           | White         | ?              | 502           |              |               | Indiana                                                             | Misuri-Illinois-Kentucky | Misisipi Inferior |
| —     | —     |                               |                                                               |                                                               | Sistema Río East Fork White-Flatrock                          | Sistema Río East Fork White-Flatrock                          | White         | ?              | 453           |              |               | Indiana                                                             | Misuri-Illinois-Kentucky | Misisipi Inferior |
| —     | —     |                               |                                                               |                                                               |                                                               | Río Lost (Indiana)                                            | East Fork     | ?              | 140           |              |               | Indiana                                                             | Misuri-Illinois-Kentucky | Misisipi Inferior |
| —     | —     |                               |                                                               |                                                               |                                                               | Río Flatrock                                                  | East Fork     | ?              | 158           | 1380         |               | Indiana                                                             | Misuri-Illinois-Kentucky | Misisipi Inferior |
| —     | —     |                               |                                                               |                                                               |                                                               | Sistema Driftwood-Big Blue                                    | East Fork     | ?              | 146           |              |               | Indiana                                                             | Misuri-Illinois-Kentucky | Misisipi Inferior |
| —     | —     |                               |                                                               | Río Embarras                                                  | Río Embarras                                                  | Río Embarras                                                  | Wabash        | ?              | 314           | 6340         |               | Illinois                                                            | Misuri-Illinois-Kentucky | Misisipi Inferior |
| —     | —     |                               |                                                               | Arroyo Sugar                                                  | Arroyo Sugar                                                  | Arroyo Sugar                                                  | Wabash        | ?              | 150           |              |               | Indiana                                                             | Misuri-Illinois-Kentucky | Misisipi Inferior |
| —     | —     |                               |                                                               | Río Vermilion-Middle Fork                                     | Río Vermilion-Middle Fork                                     | Río Vermilion-Middle Fork                                     | Wabash        | ?              | 169,7         |              |               | Illinois Indiana                                                    | Misuri-Illinois-Kentucky | Misisipi Inferior |
| —     | —     |                               |                                                               | Río Tippecanoe                                                | Río Tippecanoe                                                | Río Tippecanoe                                                | Wabash        | ?              | 362           | 4860         | 145           | Indiana Ohio                                                        | Misuri-Illinois-Kentucky | Misisipi Inferior |
| —     | —     |                               |                                                               | Río Mississinewa                                              | Río Mississinewa                                              | Río Mississinewa                                              | Wabash        | ?              | 190           |              |               | Indiana Ohio                                                        | Misuri-Illinois-Kentucky | Misisipi Inferior |
| —     | —     |                               | Río Green                                                     | Río Green                                                     | Río Green                                                     | Río Green                                                     | Ohio          | ?              | 480           | 25 400       |               | Kentucky                                                            | Misuri-Illinois-Kentucky | Misisipi Inferior |
| —     | —     |                               |                                                               | Río Rough                                                     | Río Rough                                                     | Río Rough                                                     | Green         | ?              | 219           |              |               | Kentucky                                                            | Misuri-Illinois-Kentucky | Misisipi Inferior |
| —     | —     |                               |                                                               | Río Nolin                                                     | Río Nolin                                                     | Río Nolin                                                     | Green         | ?              | 169           |              |               | Kentucky                                                            | Misuri-Illinois-Kentucky | Misisipi Inferior |
| —     | —     |                               | Sistema Kentucky—North Fork                                   | Sistema Kentucky—North Fork                                   | Sistema Kentucky—North Fork                                   | Sistema Kentucky—North Fork                                   | Ohio          | ?              | 618           | 18 000       | 285           | Kentucky                                                            | Misuri-Illinois-Kentucky | Misisipi Inferior |
| —     | —     |                               |                                                               | Río Red (Kentucky)                                            | Río Red (Kentucky)                                            | Río Red (Kentucky)                                            | Kentucky      | ?              | 156,4         |              |               | Kentucky                                                            | Misuri-Illinois-Kentucky | Misisipi Inferior |
| —     | —     |                               | Río Salt                                                      | Río Salt                                                      | Río Salt                                                      | Río Salt                                                      | Ohio          | ?              | 225           | 7563         |               | Kentucky                                                            | Misuri-Illinois-Kentucky | Misisipi Inferior |
| —     | —     |                               | Río Great Miami                                               | Río Great Miami                                               | Río Great Miami                                               | Río Great Miami                                               | Ohio          | ?              | 260           | 13 915       | 152           | Ohio                                                                | Misuri-Illinois-Kentucky | Misisipi Inferior |
| —     | —     |                               |                                                               | Río Mad                                                       | Río Mad                                                       | Río Mad                                                       | Great Miami   | ?              | 97            | 1702         |               | Ohio                                                                | Misuri-Illinois-Kentucky | Misisipi Inferior |
| —     | —     |                               |                                                               | Río Whitewater                                                | Río Whitewater                                                | Río Whitewater                                                | Great Miami   | ?              | 145           |              |               | Ohio Indiana                                                        | Misuri-Illinois-Kentucky | Misisipi Inferior |
| —     | —     |                               | Río Licking                                                   | Río Licking                                                   | Río Licking                                                   | Río Licking                                                   | Ohio          | ?              | 515           | 9310         | 119,5         | Kentucky                                                            | Misuri-Illinois-Kentucky | Misisipi Inferior |
| —     | —     |                               | Río Little Miami                                              | Río Little Miami                                              | Río Little Miami                                              | Río Little Miami                                              | Ohio          | ?              | 170           | 4550         | 36            | Ohio                                                                | Misuri-Illinois-Kentucky | Misisipi Inferior |
| —     | —     |                               | Río Scioto                                                    | Río Scioto                                                    | Río Scioto                                                    | Río Scioto                                                    | Ohio          | ?              | 372           | 16 879       | 189           | Ohio                                                                | Misuri-Illinois-Kentucky | Misisipi Inferior |
| —     | —     |                               |                                                               | Río Paint                                                     | Río Paint                                                     | Río Paint                                                     | Scioto        | ?              | 152           |              |               | Ohio                                                                | Misuri-Illinois-Kentucky | Misisipi Inferior |
| —     | —     |                               |                                                               | Río Olentangy                                                 | Río Olentangy                                                 | Río Olentangy                                                 | Scioto        | ?              | 156           | 1406         |               | Ohio                                                                | Misuri-Illinois-Kentucky | Misisipi Inferior |
| —     | —     |                               | Río Little Sandy                                              | Río Little Sandy                                              | Río Little Sandy                                              | Río Little Sandy                                              | Ohio          | ?              | 145           |              |               | Kentucky                                                            | Misuri-Illinois-Kentucky | Misisipi Inferior |
| —     | —     |                               | Sistema Big Sandy—Tug Fork                                    | Sistema Big Sandy—Tug Fork                                    | Sistema Big Sandy—Tug Fork                                    | Sistema Big Sandy—Tug Fork                                    | Ohio          | ?              | 291           |              |               | Virginia Kentucky Virginia Occidental                               | Misuri-Illinois-Kentucky | Misisipi Inferior |
| —     | —     |                               |                                                               | Río Levisa Fork                                               | Río Levisa Fork                                               | Río Levisa Fork                                               | Big Sandy     | ?              | 225           |              |               | Kentucky (frontera) Virginia Occidental (frontera)                  | Misuri-Illinois-Kentucky | Misisipi Inferior |
| —     | —     |                               | Río Guyandotte                                                | Río Guyandotte                                                | Río Guyandotte                                                | Río Guyandotte                                                | Ohio          | ?              | 267           |              |               | Virginia Occidental                                                 | Misuri-Illinois-Kentucky | Misisipi Inferior |
| —     | —     |                               | Sistema Kanawha-New                                           | Sistema Kanawha-New                                           | Sistema Kanawha-New                                           | Sistema Kanawha-New                                           | Ohio          | ?              | 671           | 31 691       | 481           | Carolina del Norte Virginia Virginia Occidental                     | Misuri-Illinois-Kentucky | Misisipi Inferior |
| —     | —     |                               |                                                               | Río Elk                                                       | Río Elk                                                       | Río Elk                                                       | Kanawha       | ?              | 277           |              | 75            | Virginia Occidental                                                 | Misuri-Illinois-Kentucky | Misisipi Inferior |
| —     | —     |                               |                                                               | Río Greenbrier                                                | Río Greenbrier                                                | Río Greenbrier                                                | New           | ?              | 261           | 4289         | 74            | Virginia Occidental                                                 | Misuri-Illinois-Kentucky | Misisipi Inferior |
| —     | —     |                               | Río Hocking                                                   | Río Hocking                                                   | Río Hocking                                                   | Río Hocking                                                   | Ohio          | ?              | 160           | 3100         |               | Ohio                                                                | Misuri-Illinois-Kentucky | Misisipi Inferior |
| —     | —     |                               | Río Little Kanawha                                            | Río Little Kanawha                                            | Río Little Kanawha                                            | Río Little Kanawha                                            | Ohio          | ?              | 269           | 6099         |               | Virginia Occidental                                                 | Misuri-Illinois-Kentucky | Misisipi Inferior |
| —     | —     |                               | Sistema Muskingum]—Tuscarawas                                 | Sistema Muskingum]—Tuscarawas                                 | Sistema Muskingum]—Tuscarawas                                 | Sistema Muskingum]—Tuscarawas                                 | Ohio          | ?              | 388           | 20 852       |               | Ohio                                                                | Misuri-Illinois-Kentucky | Misisipi Inferior |
| —     | —     |                               |                                                               | Sistema Walhonding-Mohican                                    | Sistema Walhonding-Mohican                                    | Sistema Walhonding-Mohican                                    | Muskingum     | ?              |               |              |               |                                                                     | Misuri-Illinois-Kentucky | Misisipi Inferior |
| —     | —     |                               | Sistema Beaver-Mahoning                                       | Sistema Beaver-Mahoning                                       | Sistema Beaver-Mahoning                                       | Sistema Beaver-Mahoning                                       | Ohio          | ?              | 216           |              |               | Pensilvania                                                         | Misuri-Illinois-Kentucky | Misisipi Inferior |
| —     | —     |                               |                                                               | Río Shenango                                                  | Río Shenango                                                  | Río Shenango                                                  | Beaver        | ?              | 160           |              |               | Ohio Pensilvania                                                    | Misuri-Illinois-Kentucky | Misisipi Inferior |
| —     | —     |                               | Sistema Monongahela—Tygart Valley                             | Sistema Monongahela—Tygart Valley                             | Sistema Monongahela—Tygart Valley                             | Sistema Monongahela—Tygart Valley                             | Ohio          | ?              | 463           | 19 011       | 507           | Virginia Occidental Pensilvania                                     | Misuri-Illinois-Kentucky | Misisipi Inferior |
| —     | —     |                               |                                                               | Río Youghiogheny                                              | Río Youghiogheny                                              | Río Youghiogheny                                              | Monongahela   | ?              | 196           | 4442         | 98            | Virginia Occidental Pensilvania                                     | Misuri-Illinois-Kentucky | Misisipi Inferior |
| —     | —     |                               |                                                               | Sistema Cheat-Shavers Fork                                    | Sistema Cheat-Shavers Fork                                    | Sistema Cheat-Shavers Fork                                    | Monongahela   | ?              | 269           | 3686         | 110           | Virginia Occidental Pensilvania                                     | Misuri-Illinois-Kentucky | Misisipi Inferior |
| —     | —     |                               |                                                               | Río West Fork                                                 | Río West Fork                                                 | Río West Fork                                                 | Monongahela   | ?              | 166           | 2282         | 33            | Virginia Occidental                                                 | Misuri-Illinois-Kentucky | Misisipi Inferior |
| —     | —     |                               | Río Allegheny                                                 | Río Allegheny                                                 | Río Allegheny                                                 | Río Allegheny                                                 | Ohio          | ?              | 523           | 30 000       | 470           | Nueva York Pensilvania                                              | Misuri-Illinois-Kentucky | Misisipi Inferior |
| —     | —     |                               |                                                               | Arroyo French                                                 | Arroyo French                                                 | Arroyo French                                                 | Allegheny     | ?              | 188           | 3289         |               | Nueva York Pensilvania                                              | Misuri-Illinois-Kentucky | Misisipi Inferior |
| —     | —     |                               |                                                               | Río Clarion                                                   | Río Clarion                                                   | Río Clarion                                                   | Allegheny     | ?              | 177           |              |               | Pensilvania                                                         | Misuri-Illinois-Kentucky | Misisipi Inferior |
| —     | —     |                               |                                                               | Sistema Kiskiminetas-Conemaugh-Stoneycreek                    | Sistema Kiskiminetas-Conemaugh-Stoneycreek                    | Sistema Kiskiminetas-Conemaugh-Stoneycreek                    | Allegheny     | ?              | 228           |              |               | Pensilvania                                                         | Misuri-Illinois-Kentucky | Misisipi Inferior |
| —     | D     | Río Saint Francis             | Río Saint Francis                                             | Río Saint Francis                                             | Río Saint Francis                                             | Río Saint Francis                                             | Misisipi      | ?              | 684           | 19 554       |               | Arkansas Misuri                                                     | Arkansas-Misisipi        | Misisipi Inferior |
| —     | —     |                               | Río L'Anguille                                                | Río L'Anguille                                                | Río L'Anguille                                                | Río L'Anguille                                                | Saint Francis | ?              | 175           |              |               | Arkansas                                                            | Arkansas-Misisipi        | Misisipi Inferior |
| —     | —     |                               | Río Little (río Saint Francis)                                | Río Little (río Saint Francis)                                | Río Little (río Saint Francis)                                | Río Little (río Saint Francis)                                | Saint Francis | ?              | 238           |              |               | Arkansas Misuri                                                     | Arkansas-Misisipi        | Misisipi Inferior |
| —     | D     | Río Blanco (Arkansas)         | Río Blanco (Arkansas)                                         | Río Blanco (Arkansas)                                         | Río Blanco (Arkansas)                                         | Río Blanco (Arkansas)                                         | Misisipi      | ?              | 1162          | 71 911       |               | Arkansas Misuri                                                     | Arkansas-Misisipi        | Misisipi Inferior |
| —     | —     |                               | Río Kings (Arkansas)                                          | Río Kings (Arkansas)                                          | Río Kings (Arkansas)                                          | Río Kings (Arkansas)                                          | Blanco        | ?              | 210           | 1530         |               | Arkansas Misuri                                                     | Arkansas-Misisipi        | Misisipi Inferior |
| —     | —     |                               | Río James (Misuri)                                            | Río James (Misuri)                                            | Río James (Misuri)                                            | Río James (Misuri)                                            | Blanco        | ?              | 210           |              |               | Misuri                                                              | Arkansas-Misisipi        | Misisipi Inferior |
| —     | —     |                               | Río Nacional Buffalo                                          | Río Nacional Buffalo                                          | Río Nacional Buffalo                                          | Río Nacional Buffalo                                          | Blanco        | ?              | 246           |              |               | Arkansas Misuri                                                     | Arkansas-Misisipi        | Misisipi Inferior |
| —     | —     |                               | Río North Fork                                                | Río North Fork                                                | Río North Fork                                                | Río North Fork                                                | Blanco        | ?              | 175           |              |               | Arkansas Misuri                                                     | Arkansas-Misisipi        | Misisipi Inferior |
| —     | —     |                               | Río Black                                                     | Río Black                                                     | Río Black                                                     | Río Black                                                     | Blanco        | ?              | 480           | 22 000       | 281           | Arkansas Misuri                                                     | Arkansas-Misisipi        | Misisipi Inferior |
| —     | —     |                               |                                                               | Río Current                                                   | Río Current                                                   | Río Current                                                   | Negro         | ?              | 296           | 6840         | 78,5          | Arkansas Misuri                                                     | Arkansas-Misisipi        | Misisipi Inferior |
| —     | —     |                               |                                                               | Río Strawbewrry                                               | Río Strawbewrry                                               | Río Strawbewrry                                               | Negro         | ?              | 185           |              |               | Arkansas                                                            | Arkansas-Misisipi        | Misisipi Inferior |
| —     | —     |                               | Río Little Red                                                | Río Little Red                                                | Río Little Red                                                | Río Little Red                                                | Blanco        | ?              | 164           |              |               | Arkansas                                                            | Arkansas-Misisipi        | Misisipi Inferior |
| —     | —     |                               | Río Cache (Arkansas)                                          | Río Cache (Arkansas)                                          | Río Cache (Arkansas)                                          | Río Cache (Arkansas)                                          | Blanco        | ?              | 343           |              |               | Arkansas                                                            | Arkansas-Misisipi        | Misisipi Inferior |
| —     | D     | Río Arkansas                  | Río Arkansas                                                  | Río Arkansas                                                  | Río Arkansas                                                  | Río Arkansas                                                  | Misisipi      | ?              | 2348          | 435 123      | 1147          | Colorado Kansas Oklahoma Arkansas                                   | Arkansas-Misisipi        | Misisipi Inferior |
| —     | —     |                               | Río Cimarrón                                                  | Río Cimarrón                                                  | Río Cimarrón                                                  | Río Cimarrón                                                  | Arkansas      | ?              | 1123          | 46 565       |               | Colorado Kansas Nuevo México Oklahoma                               | Arkansas-Misisipi        | Misisipi Inferior |
| —     | —     |                               | Río Canadian                                                  | Río Canadian                                                  | Río Canadian                                                  | Río Canadian                                                  | Arkansas      | ?              | 1458          | 121 470      |               | Colorado Nuevo México Oklahoma Texas                                | Arkansas-Misisipi        | Misisipi Inferior |
| —     | —     |                               |                                                               | Río Canadian Norte                                            | Río Canadian Norte                                            | Río Canadian Norte                                            | Canadian      | ?              | 1287          | 45 580       |               | Nuevo México Oklahoma                                               | Arkansas-Misisipi        | Misisipi Inferior |
| —     | —     |                               | Río Neosho                                                    | Río Neosho                                                    | Río Neosho                                                    | Río Neosho                                                    | Arkansas      | ?              | 740           |              |               | Kansas Oklahoma                                                     | Arkansas-Misisipi        | Misisipi Inferior |
| —     | —     |                               |                                                               | Río Spring                                                    | Río Spring                                                    | Río Spring                                                    | Neosho        | ?              | 208           | 29 873       |               | Kansas Misuri Oklahoma                                              | Arkansas-Misisipi        | Misisipi Inferior |
| —     | —     |                               | Río Verdigris                                                 | Río Verdigris                                                 | Río Verdigris                                                 | Río Verdigris                                                 | Arkansas      | ?              | 451           |              | 132           | Kansas Oklahoma                                                     | Arkansas-Misisipi        | Misisipi Inferior |
| —     | —     |                               |                                                               | Río Caney                                                     | Río Caney                                                     | Río Caney                                                     | Verdigris     | ?              | 208           |              |               | Kansas Oklahoma                                                     | Arkansas-Misisipi        | Misisipi Inferior |
| —     | —     |                               |                                                               | Río Elk                                                       | Río Elk                                                       | Río Elk                                                       | Verdigris     | ?              | 153           |              |               | Kansas                                                              | Arkansas-Misisipi        | Misisipi Inferior |
| —     | —     |                               | Río Salt Fork Arkansas                                        | Río Salt Fork Arkansas                                        | Río Salt Fork Arkansas                                        | Río Salt Fork Arkansas                                        | Arkansas      | ?              | 309           |              |               | Kansas Oklahoma                                                     | Arkansas-Misisipi        | Misisipi Inferior |
| I     | —     | Río Yazoo                     | Río Yazoo                                                     | Río Yazoo                                                     | Río Yazoo                                                     | Río Yazoo                                                     | Misisipi      | ?              | 302           |              |               | Misisipi                                                            | Luisiana-Misisipi        | Misisipi Inferior |
| —     | D     | Río Rojo—North Fork (río Red) | Río Rojo—North Fork (río Red)                                 | Río Rojo—North Fork (río Red)                                 | Río Rojo—North Fork (río Red)                                 | Río Rojo—North Fork (río Red)                                 | Misisipi      | ?              | 2188          | 78 592       | 875           | Arkansas Luisiana Oklahoma Texas                                    | Luisiana-Misisipi        | Misisipi Inferior |
| —     | —     |                               | Río Ouachita                                                  | Río Ouachita                                                  | Río Ouachita                                                  | Río Ouachita                                                  | Red           | ?              | 974           | 65 000       |               | Arkansas Luisiana                                                   | Luisiana-Misisipi        | Misisipi Inferior |
| —     | —     |                               |                                                               | Ríos Little—Dugdemona                                         | Ríos Little—Dugdemona                                         | Ríos Little—Dugdemona                                         | Ouachita      | ?              | 400           |              |               | Luisiana                                                            | Luisiana-Misisipi        | Misisipi Inferior |
| —     | —     |                               |                                                               | Río Tensas                                                    | Río Tensas                                                    | Río Tensas                                                    | Ouachita      | ?              | 400           |              |               | Luisiana                                                            | Luisiana-Misisipi        | Misisipi Inferior |
| —     | —     |                               |                                                               |                                                               | Bayou Macon                                                   | Bayou Macon                                                   | Tensas        | ?              | 351           |              |               | Arkansas                                                            | Luisiana-Misisipi        | Misisipi Inferior |
| —     | —     |                               |                                                               | Río Boeuf                                                     | Río Boeuf                                                     | Río Boeuf                                                     | Ouachita      | ?              | 348           |              | 8             | Arkansas Luisiana                                                   | Luisiana-Misisipi        | Misisipi Inferior |
| —     | —     |                               |                                                               | Bayou Bartholomew                                             | Bayou Bartholomew                                             | Bayou Bartholomew                                             | Ouachita      | ?              | 604           |              |               | Arkansas Luisiana                                                   | Luisiana-Misisipi        | Misisipi Inferior |
| —     | —     |                               |                                                               | Río Saline                                                    | Río Saline                                                    | Río Saline                                                    | Ouachita      | ?              | 328           |              |               | Arkansas                                                            | Luisiana-Misisipi        | Misisipi Inferior |
| —     | —     |                               |                                                               | Río Pequeño Misuri (o río Little Mo)                          | Río Pequeño Misuri (o río Little Mo)                          | Río Pequeño Misuri (o río Little Mo)                          | Ouachita      | ?              | 237           |              |               | Arkansas                                                            | Luisiana-Misisipi        | Misisipi Inferior |
| —     | —     |                               | Bayou Loggy (a través del lago Bistineau y el bayou Dorcheat) | Bayou Loggy (a través del lago Bistineau y el bayou Dorcheat) | Bayou Loggy (a través del lago Bistineau y el bayou Dorcheat) | Bayou Loggy (a través del lago Bistineau y el bayou Dorcheat) | Red           | ?              | 235           |              |               | Oklahoma Arkansas                                                   | Luisiana-Misisipi        | Misisipi Inferior |
| —     | —     |                               | Río Sulphur                                                   | Río Sulphur                                                   | Río Sulphur                                                   | Río Sulphur                                                   | Red           | ?              | 152           |              |               | Arkansas Texas                                                      | Luisiana-Misisipi        | Misisipi Inferior |
| —     | —     |                               | Río Little (río Red)                                          | Río Little (río Red)                                          | Río Little (río Red)                                          | Río Little (río Red)                                          | Red           | ?              | 355           | 10 889       | 0,115         | Oklahoma Arkansas                                                   | Luisiana-Misisipi        | Misisipi Inferior |
| —     | —     |                               | Río Kiamichi                                                  | Río Kiamichi                                                  | Río Kiamichi                                                  | Río Kiamichi                                                  | Red           | ?              | 285           |              |               | Oklahoma                                                            | Luisiana-Misisipi        | Misisipi Inferior |
| —     | —     |                               | Río Washita                                                   | Río Washita                                                   | Río Washita                                                   | Río Washita                                                   | Red           | ?              | 475           | 20 400       | 52,5          | Oklahoma Arkansas                                                   | Luisiana-Misisipi        | Misisipi Inferior |
| —     | —     |                               | Río Wichita                                                   | Río Wichita                                                   | Río Wichita                                                   | Río Wichita                                                   | Red           | ?              | 140           |              |               | Texas                                                               | Luisiana-Misisipi        | Misisipi Inferior |
| —     | —     |                               | Río Little Wichita                                            | Río Little Wichita                                            | Río Little Wichita                                            | Río Little Wichita                                            | Red           | ?              |               |              |               |                                                                     | Luisiana-Misisipi        | Misisipi Inferior |
| —     | —     |                               | Río Pease                                                     | Río Pease                                                     | Río Pease                                                     | Río Pease                                                     | Red           | ?              | 161           |              |               | Texas                                                               | Luisiana-Misisipi        | Misisipi Inferior |
| —     | —     |                               | Río North Fork                                                | Río North Fork                                                | Río North Fork                                                | Río North Fork                                                | Red           | ?              | 436           | 13 000       | 15,0          | Texas Oklahoma                                                      | Luisiana-Misisipi        | Misisipi Inferior |
| —     | —     |                               | Río Salt Fork-Black                                           | Río Salt Fork-Black                                           | Río Salt Fork-Black                                           | Río Salt Fork-Black                                           | Red           | ?              | 311           | 5200         |               | Texas Oklahoma                                                      | Luisiana-Misisipi        | Misisipi Inferior |
| —     | —     |                               | Río Prairie Dog Town Fork Red—Arroyo Tierra Blanca            | Río Prairie Dog Town Fork Red—Arroyo Tierra Blanca            | Río Prairie Dog Town Fork Red—Arroyo Tierra Blanca            | Río Prairie Dog Town Fork Red—Arroyo Tierra Blanca            | Red           | ?              | 314           |              |               | Texas                                                               | Luisiana-Misisipi        | Misisipi Inferior |